# مجموعة بوريل

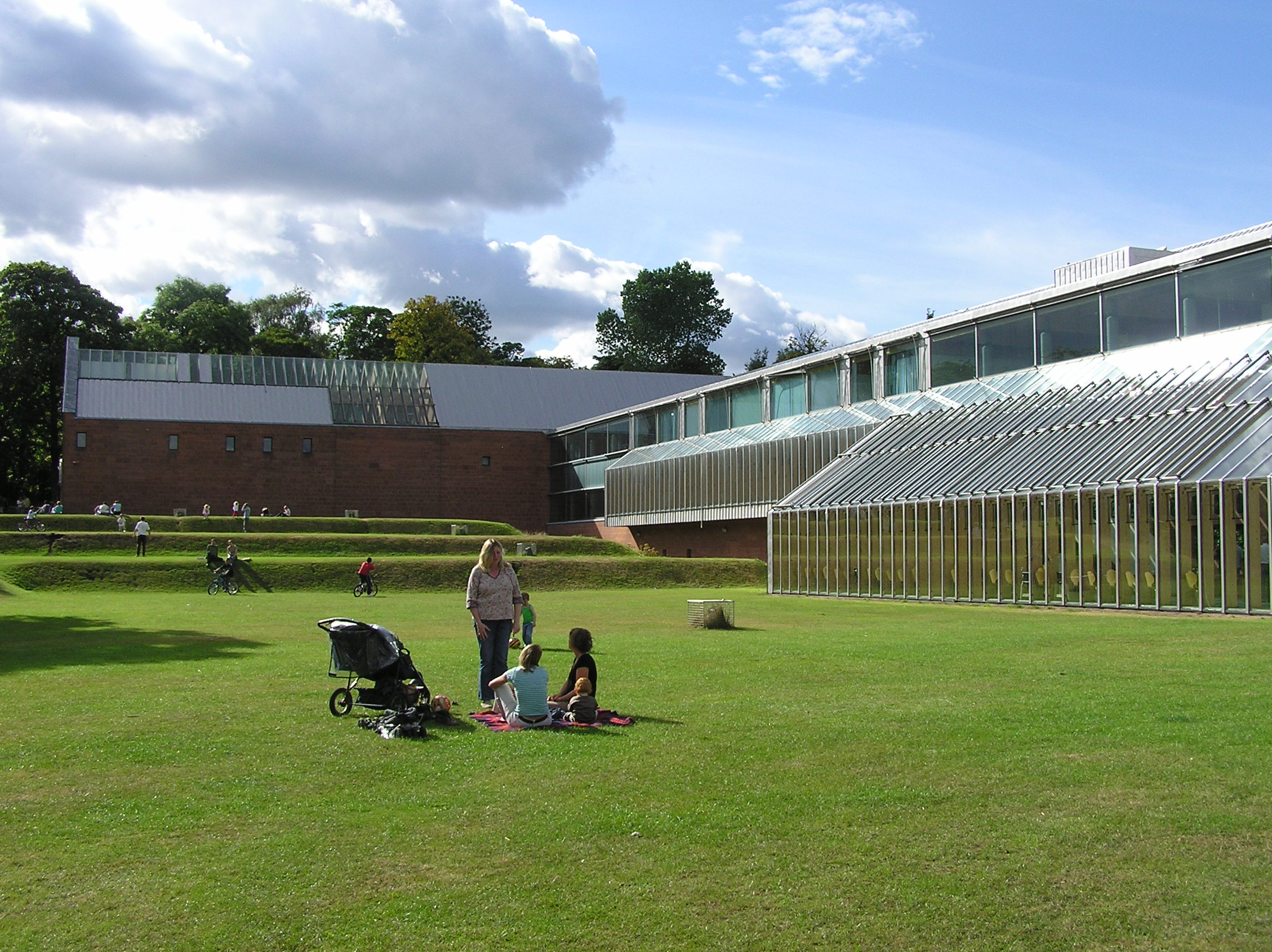
يضم مبنى المتحف مجموعة Burrell، مع وجود جناح المدخل في الخلفية إلى اليسار، والمطعم المزجج على اليمين المطل على العشب

مجموعة بوريل بالانجليزية (Burrell Collection)هي مجموعة فنية دولية في مدينة غلاسكو، اسكتلندا. يقع في مبنى خاص به حائز على جوائز، في منتزه بولوك الريفي على الجانب الجنوبي من المدينة. تم إغلاق المتحف للتجديد في 23 أكتوبر 2016 وكان من المقرر إعادة افتتاحه في عام 2020، ولكن تم تأجيله. ومن المقرر الآن إعادة فتحه في مارس 2022.

## التاريخ

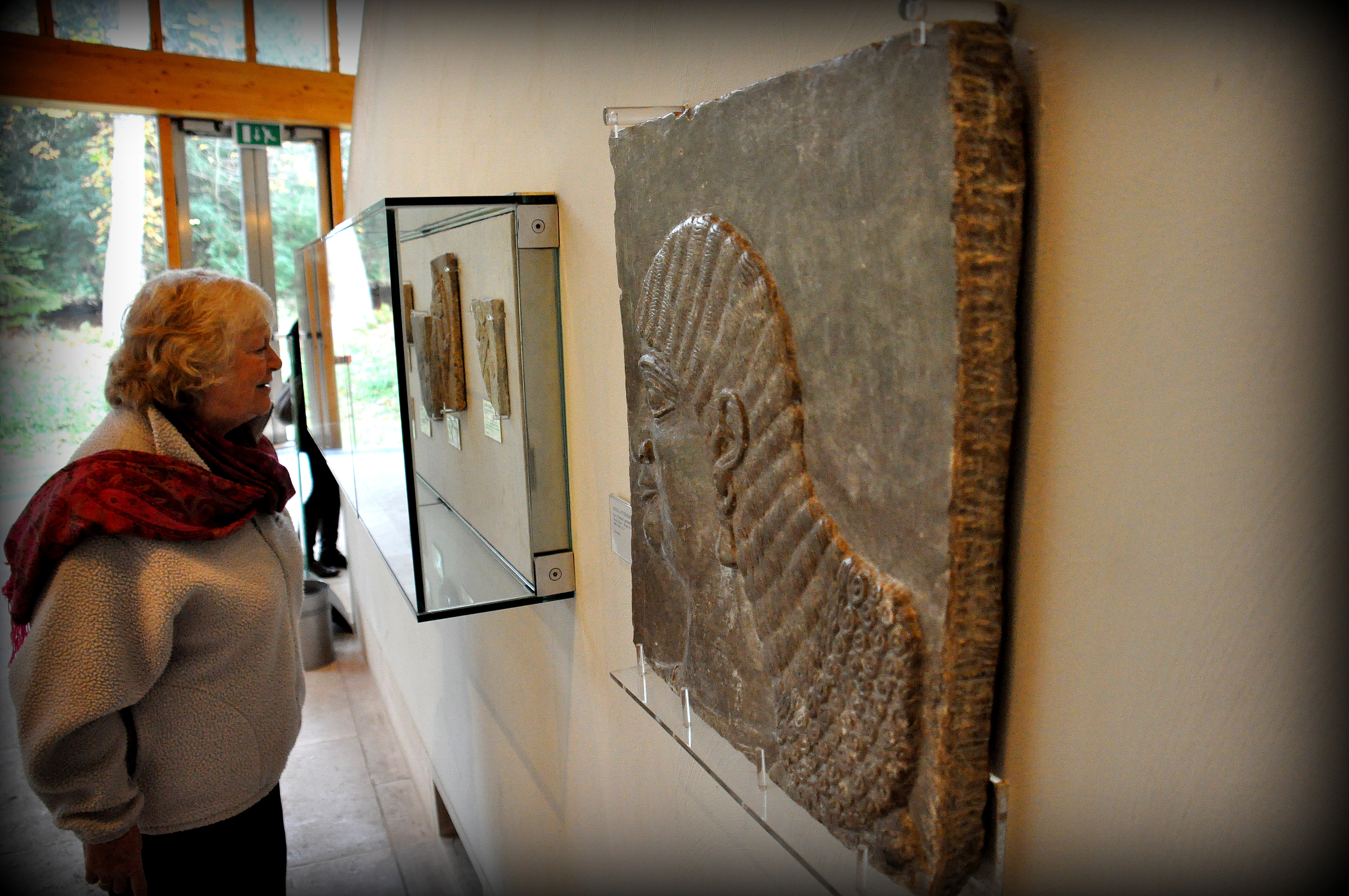
خادم ملكي آشوري من نمرود، بلاد ما بين النهرين (إلى اليمين)

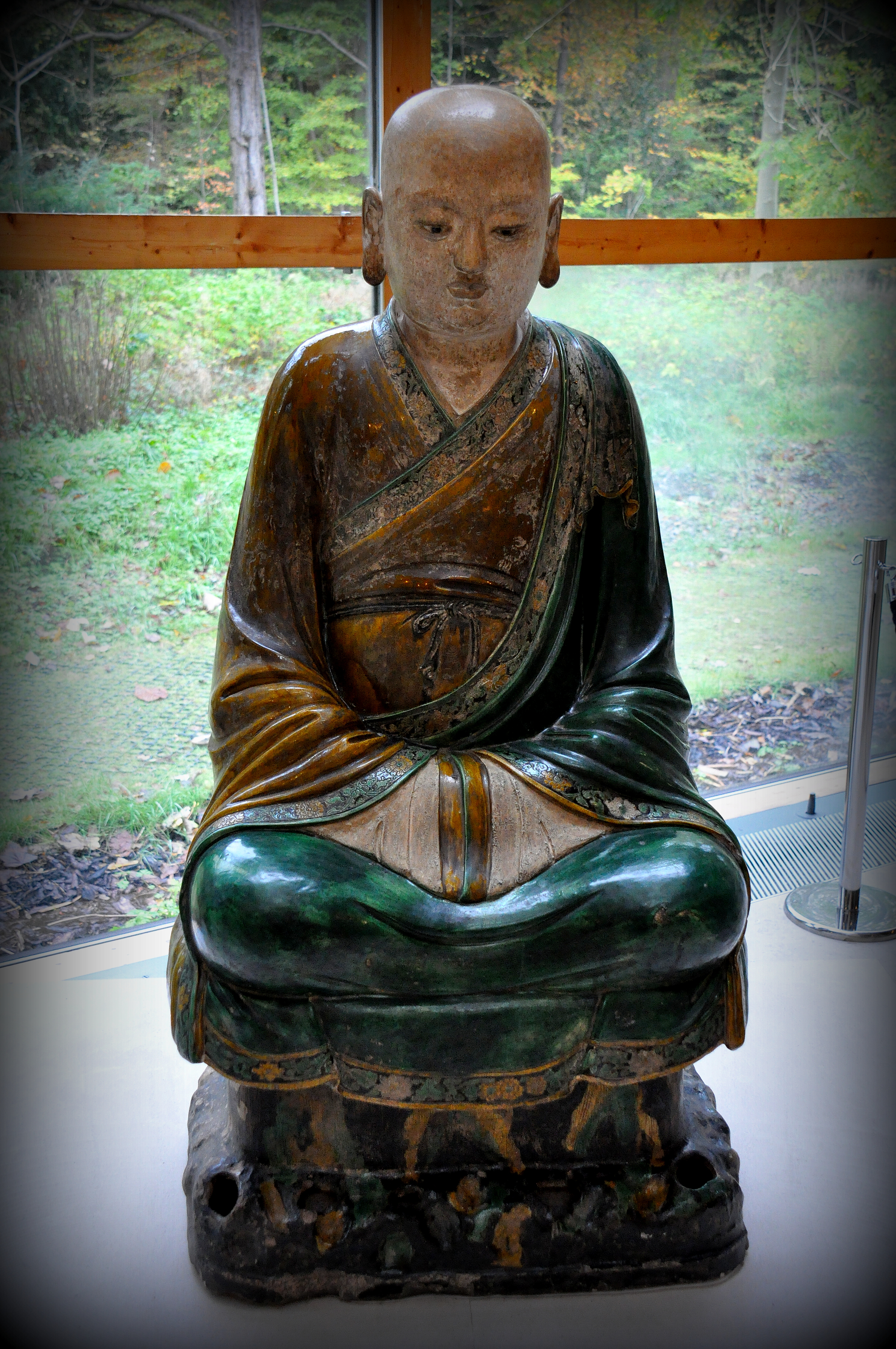
شكل لوهان من فترة الامبراطور شنجهو

تم الحصول على المجموعة الانتقائية على مدار سنوات عديدة من قبل السير ويليام بوريل، وهو قطب ثري في مجال الشحن وجامع الأعمال الفنية في غلاسكو، ثم قدمها إلى مدينة جلاسكو في عام 1944، بفضل مهارات وتصميم المدير الفني للمدينة د. توم هانيمان الذي كان لدى بوريل ثقة كبيرة فيه. تم تقديم الهدية بشرط أن تكون المجموعة موجودة في المبنى رقم 16 أميال (26 كم) من وسط غلاسكو، لعرض الأعمال لصالحها الأكبر، ولتجنب الآثار الضارة لتلوث الهواء في ذلك الوقت. أمضى الأمناء أكثر من 20 عامًا في محاولة العثور على «منزل» مناسب للمجموعة، منزل يفي بجميع المعايير المنصوص عليها في سند الثقة، ولكن دون نجاح. في النهاية، عندما تم تسليم ملكية بولوك للمدينة في عام 1967، كان الأمناء قد تم التنازل عن شروط معينة من العقد، مما سمح للموقع الحالي، 3 أميال (5كيلو متر) من وسط المدينة وداخل حدود المدينة، ليتم اختيارها للمجموعة.

## البناء
تم تأخير مسابقة تصميم لمبنى المتحف في عام 1971 بسبب إضراب بريدي، مما أتاح الوقت للمهندس المعماري الفائز في نهاية المطاف باري جاسون لإكمال دخوله، المصمم بالتعاون مع جون مونييه وبريت اندرسن.
المبنى على شكل حرف L في مخطط ومصمم خصيصًا لمنزل وعرض المجموعة المتنوعة، مع قطع أكبر مثل المداخل الرومانية المدمجة في الهيكل، وفي نفس الوقت توفر إطلالات على المنتزه على المناطق العشبية الرسمية في الجنوب، وفي الغابات المجاورة في الشمال.
يؤدي المدخل، عبر ممر حجري يعود تاريخه إلى القرن السادس عشر تم بناؤه في جملون حديث من الحجر الرملي الأحمر، إلى متجر ومرافق أخرى، ثم إلى فناء مركزي تحت سقف زجاجي، بجوار إعادة بناء ثلاث غرف من منزل بولير، قلعة هوتن بالقرب من بيرويك اون تويد: غرفة الرسم المكسوة بألواح خشبية والقاعة وغرفة الطعام مع أثاثها. تضم المعارض الموجودة على مستويين العديد من المصنوعات اليدوية الصغيرة، فوق مستوى التخزين في الطابق السفلي، وفي الطابق السفلي، يوفر المطعم إطلالات على العشب إلى الجنوب.
افتتحت الملكة إليزابيث الثانية المتحف في عام 1983، وتم تسميته كثاني أعظم مبنى في اسكتلندا بعد الحرب (بعد مدرسة غيليسبي، مدرسة كيد آند كويا سانت بيتر، المهجورة الآن) في استطلاع رأي للمهندسين المعماريين أجرته مجلة بروسبكت في عام 2005.
حصل المبنى على التصنيف A من قبل منظمة اسكتلندا التاريخية في فبراير 2013 تقديراً لمكانته كواحد من أفضل الأمثلة في البلاد للتصميم المعماري في السبعينيات.

## المجموعة

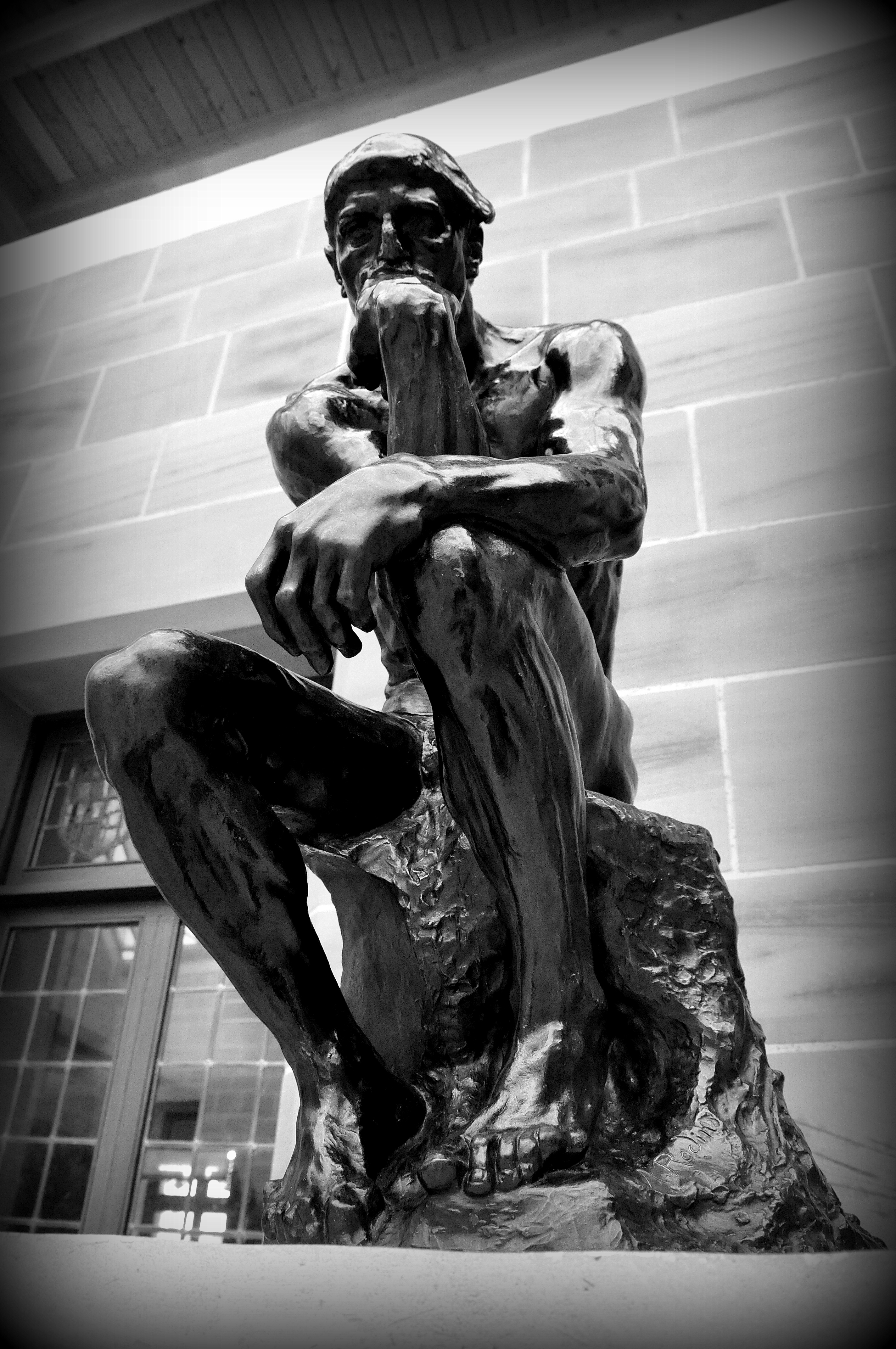
تمثال المفكر 1880 م

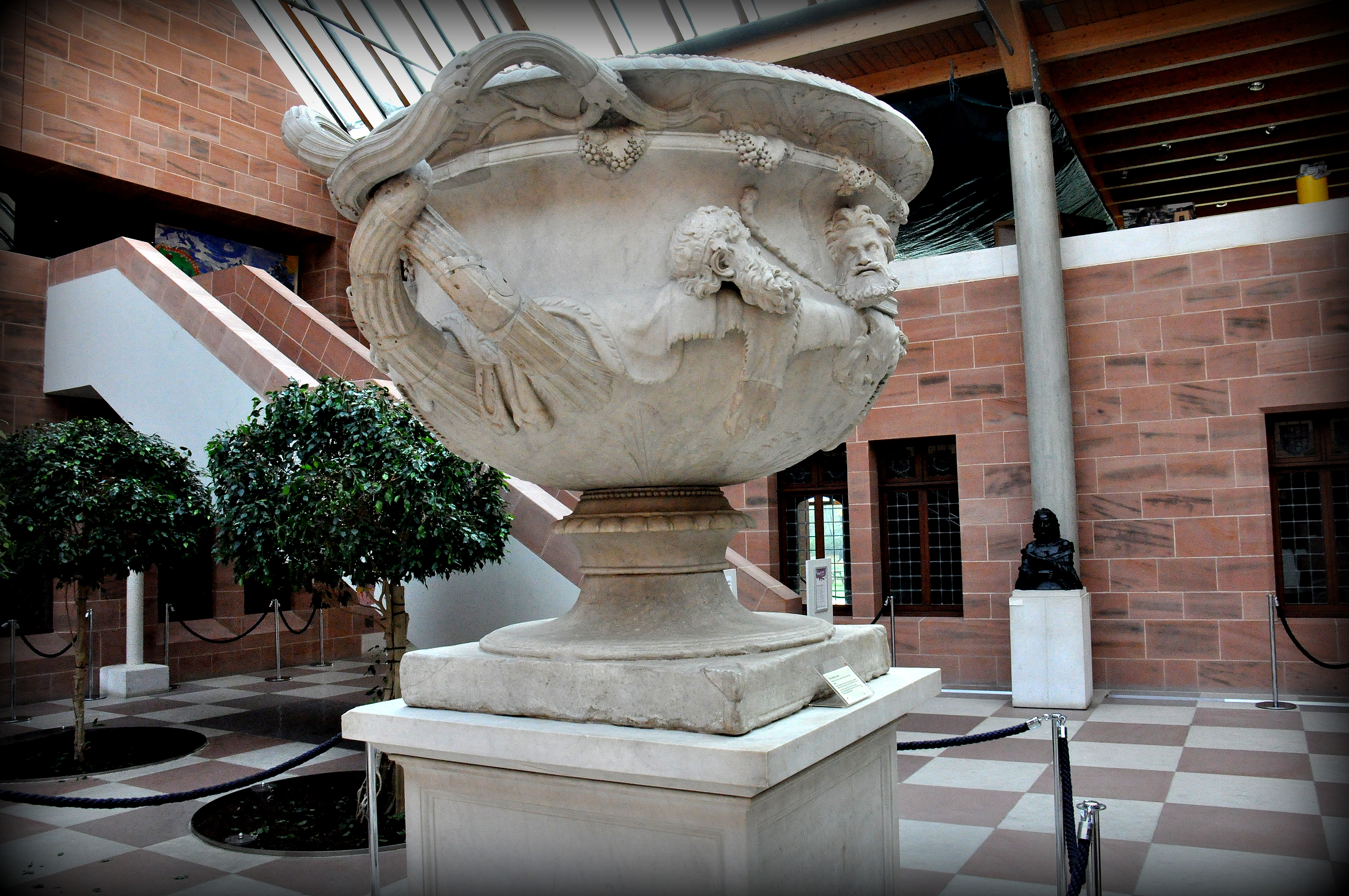
مزهرية وارويك من فيلا هادريان

يحتوي بوريل على مجموعة مهمة من فن العصور الوسطى بما في ذلك الزجاج الملون والمفروشات وأثاث من خشب البلوط وأسلحة ودروع العصور الوسطى والفن الإسلامي والمصنوعات اليدوية من مصر القديمة والصين والأعمال الانطباعية لديغا وسيزان والنحت الحديث ومجموعة من المصنوعات اليدوية الأخرى من جميع أنحاء العالم جمعه رجل واحد. يوجد أكثر من 8000 عنصر في المجموعة. توجد لوحات من خمسة قرون، وأعمال فنية من خمسة آلاف عام، في المجموعة. 

### الفن الصيني
بدأ بوريل في جمع التحف الصينية حوالي عام 1910. حصل على أشياء من جميع فترات التاريخ الصيني؛ بما في ذلك أواني الدفن من العصر الحجري الحديث، واليشم المنحوت، والخزف من عهد أسرة تانغ، والأواني البرونزية الطقسية، والأشكال الفخارية، والأثاث العتيق.

### الفن الإسلامي
التحف الإسلامية التي تبرعت بها بوريل للمتحف وتشمل: الخزف الإسباني - مغربي والسيراميك والسجاد من إيران والإمبراطورية المغولية، وكذلك المطرزات والمنسوجات من تركيا وأوزبكستان.

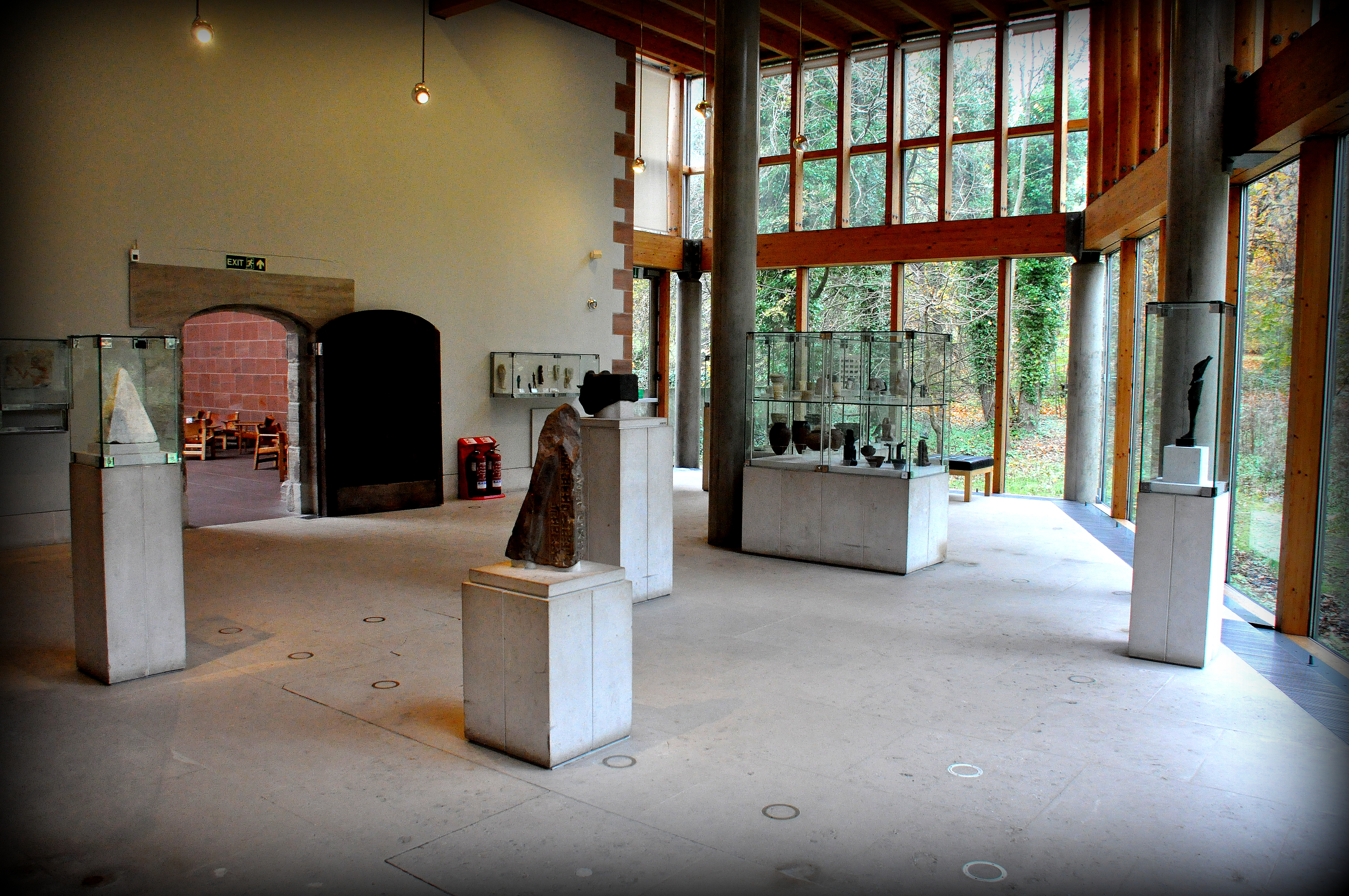
قاعة مصر القديمة

### زجاج ملون
المتحف هو موطن لواحدة من أعظم مجموعات الزجاج الملون في العصور الوسطى في العالم.  هناك أكثر من 700 لوحة زجاجية ملونة من جميع أنحاء أوروبا في المجموعة، بما في ذلك العديد من الأمثلة على الطراز القوطي وعصر النهضة والرومانسيك. يحتوي جزء كبير من الزجاج على زخارف شعارية.
في عام 2013، وقد بدأ مشروع لحفظ والبحوث مجموعة المتحف من الزجاج الملون من الكرملي الكنيسة في بوبارد آم راين-وألمانيا. تبلغ مساحة الألواح الـ 34 التي تشكل مجموعة بوريل من نوافذ بوبارد 14 مترًا مربعًا.

### الفن القوطي
يحتوي المتحف على مجموعة من الأعمال الفنية الدينية من العصور الوسطى. ويشمل ذلك المنحوتات الخشبية والحجرية وأثاث الكنائس الخشبي والأجزاء المعمارية. أحد هذه العناصر هو Temple Pyx .

## مطالبات الفن النازي
اكتشفت ملكية إيما بادج، وهي جامعة فنية يهودية استولى النازيون على أعمالهم الفنية، نسيجًا من القرن السادس عشر من مجموعة بدج في بوريل. بعد أن أصدرت اللجنة الاستشارية لمكافحة الفساد في المملكة المتحدة توصية، توصلت مجموعة بوريل إلى تسوية مع التركة. 

## روابط النقل
أقرب محطة سكة حديد إلى مجموعة بوريل هي محطة سكة حديد بولوكشو الغربية (حوالي 10 دقائق سيرًا على الأقدام)، حيث تعمل القطارات المتجهة إلى وسط غلاسكو عادةً أربع مرات في الساعة (ثلاث مرات في الساعة أيام الأحد).
يقع منزل بولوك، الذي يديره الصندوق الوطني لاسكتلندا، أيضًا في منتزه بولوك الريفي.

## صالة عرض

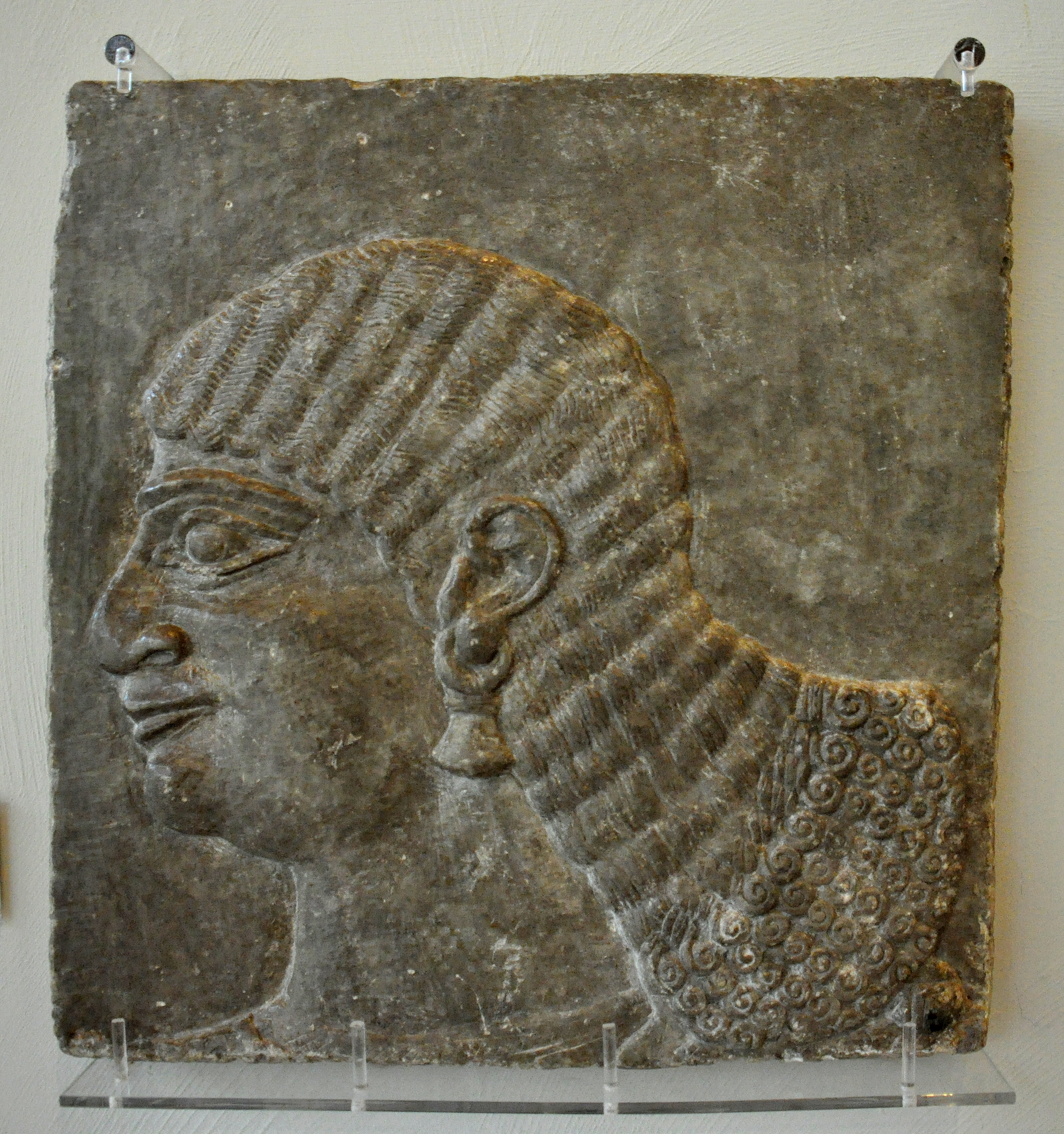
رئيس خادم ملكي. من القصر الشمالي الغربي في نمرود ، العراق. عهد آشورناصربال الثاني ، 883-859 قبل الميلاد
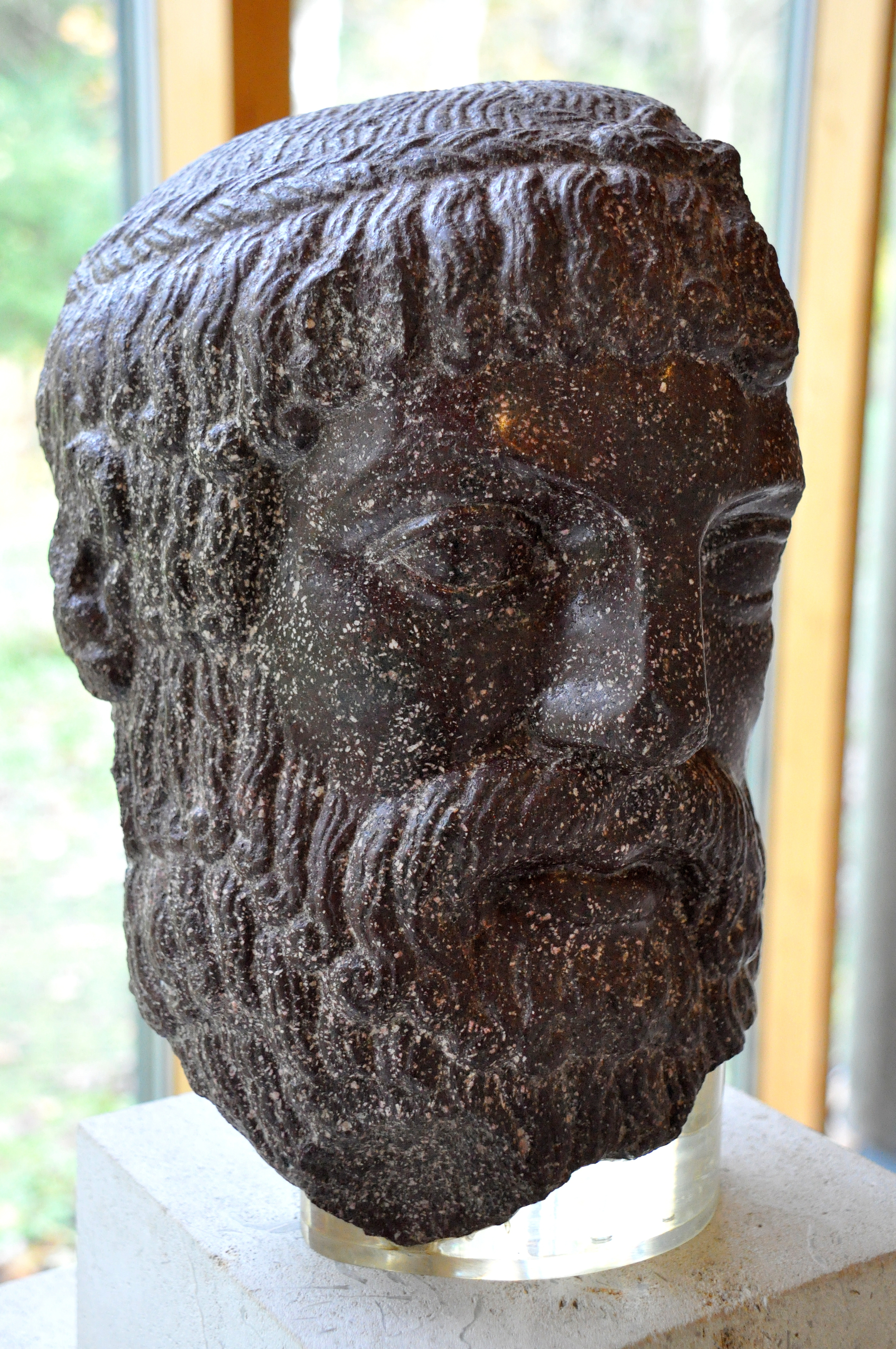
رأس زيوس أو بوسيدون. نسخة رومانية ، ج. 320-330 م من القرن الخامس قبل الميلاد برونز يوناني. الرخام السماقي
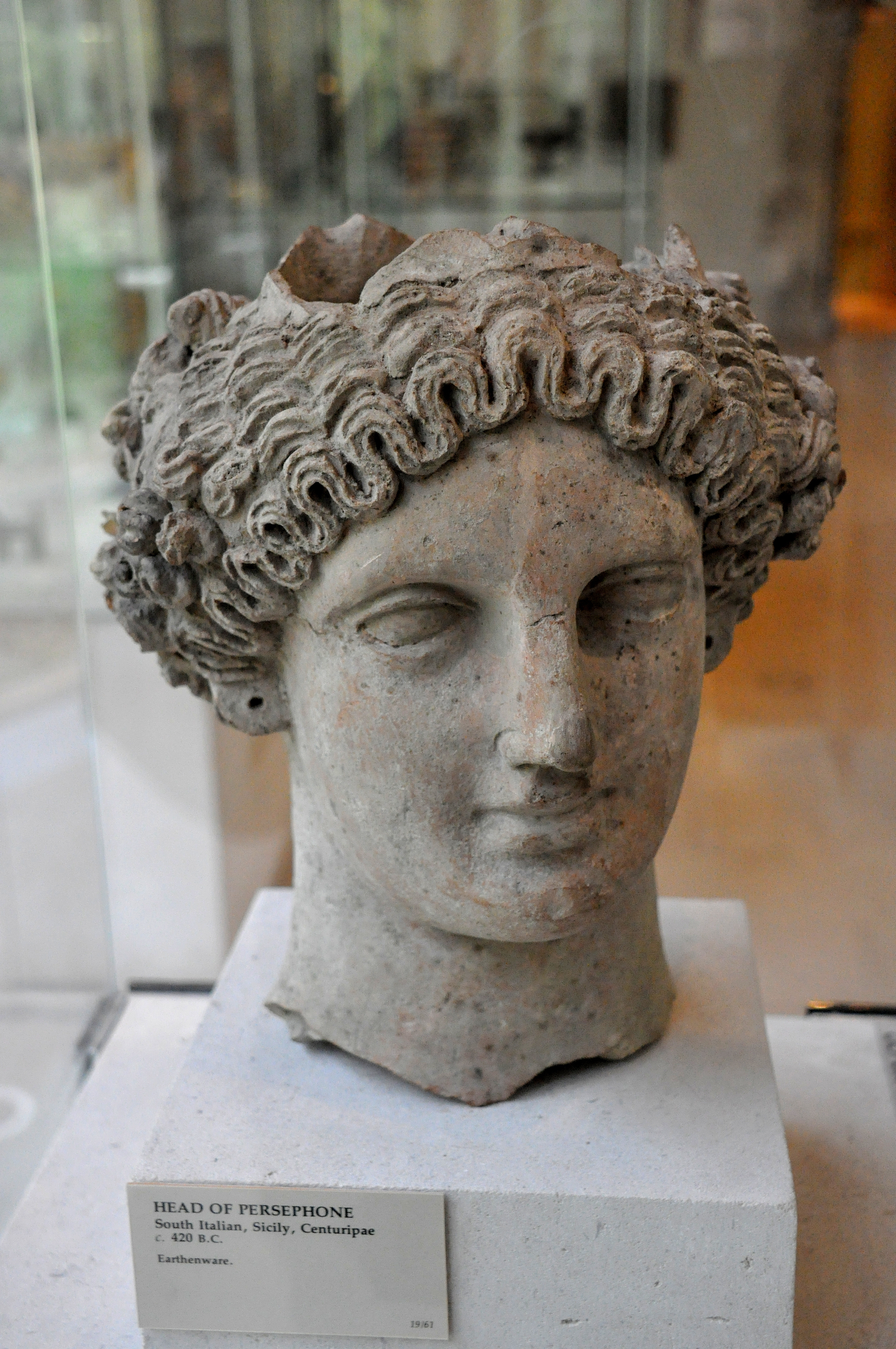
رئيس بيرسيفوني. خزف. من صقلية ، Centuripae ، ج. 420 قبل الميلاد
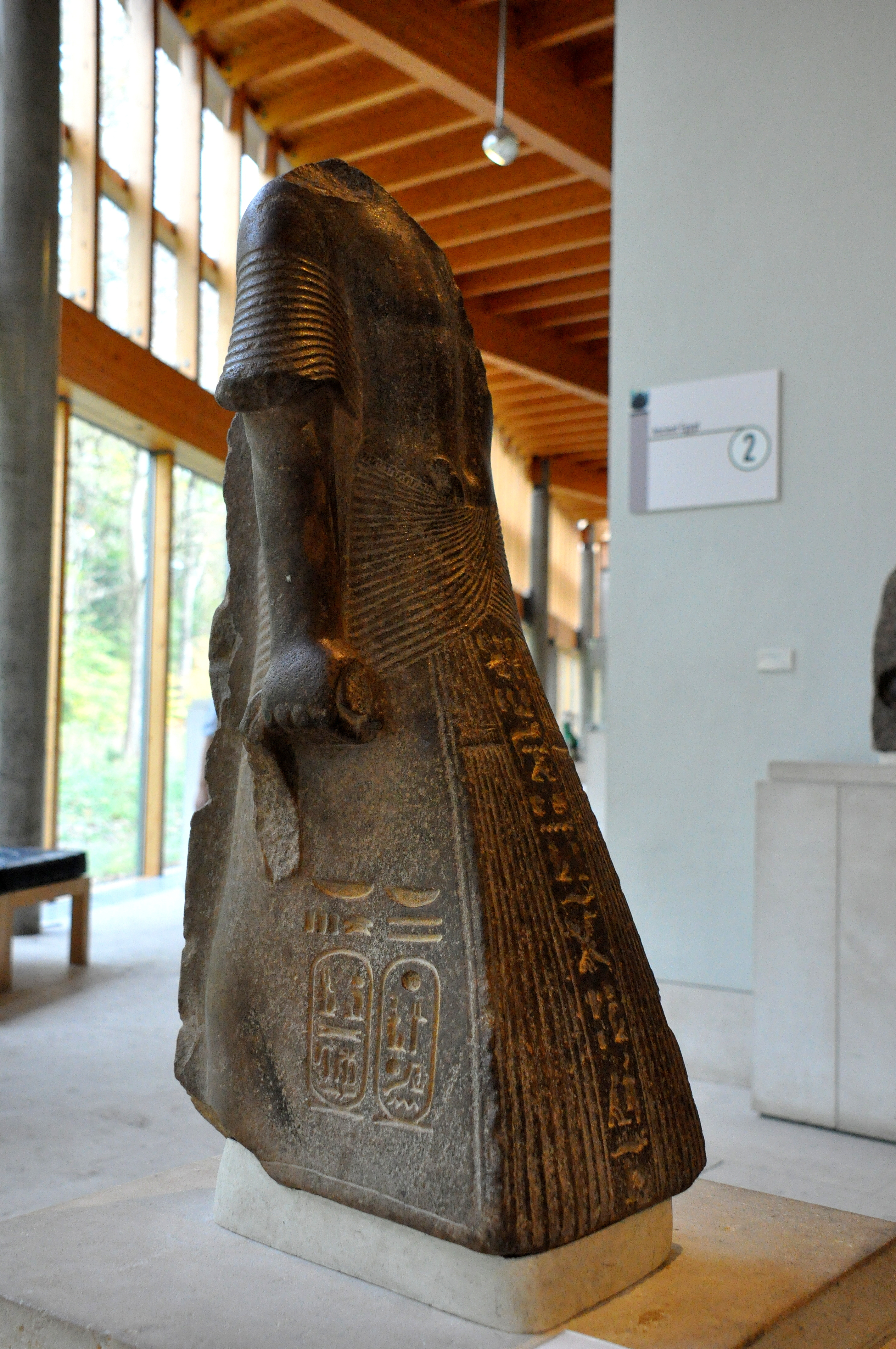
Paraherwenemef ، قائد العربة. تظهر خراطيش الاسم والسمير لرمسيس الثاني. من مصر. الأسرة التاسعة عشر ، 1290-1224 قبل الميلاد
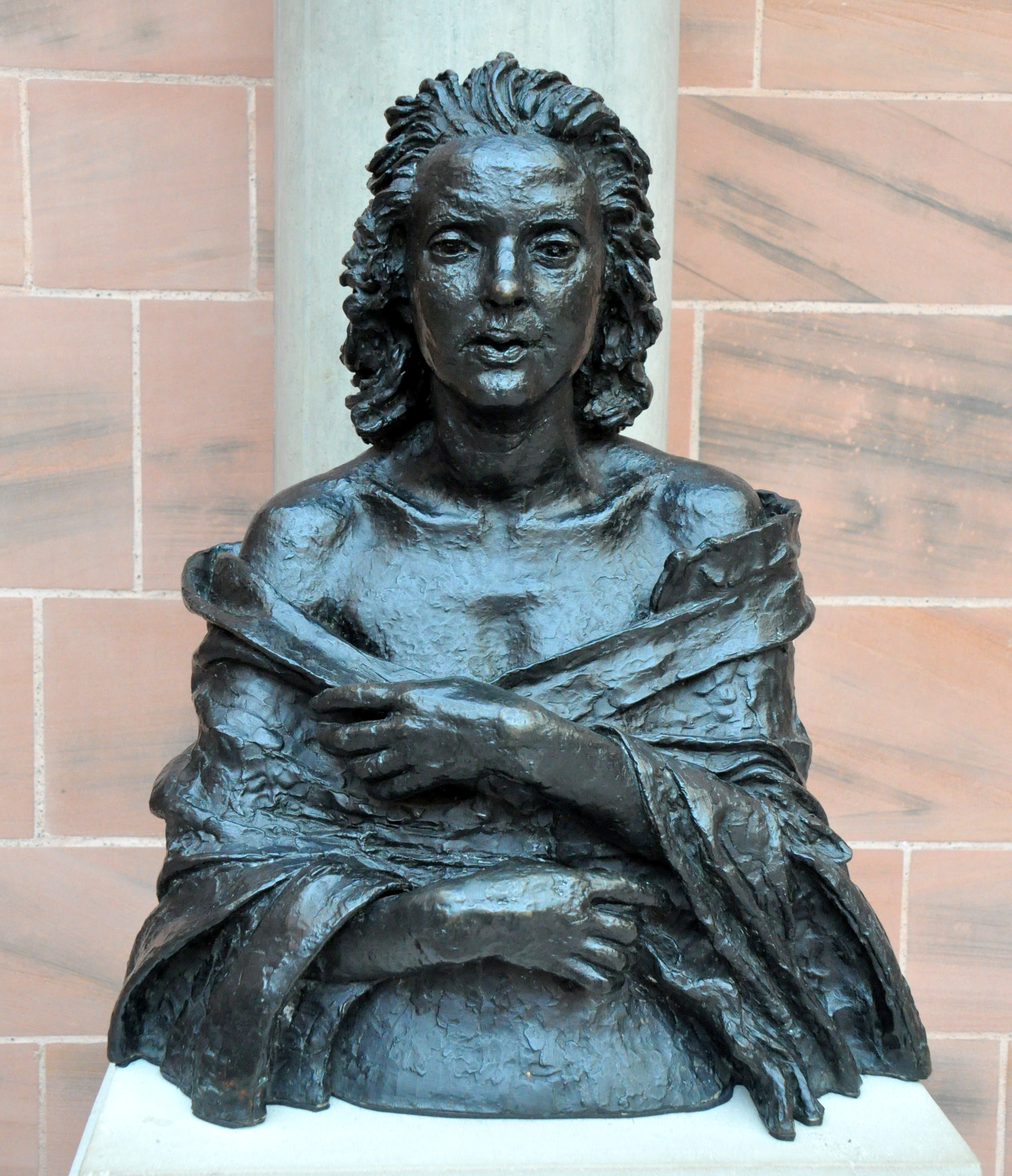
ليليان شيلي ، 1920. بقلم السير جاكوب إبستين . برونزية
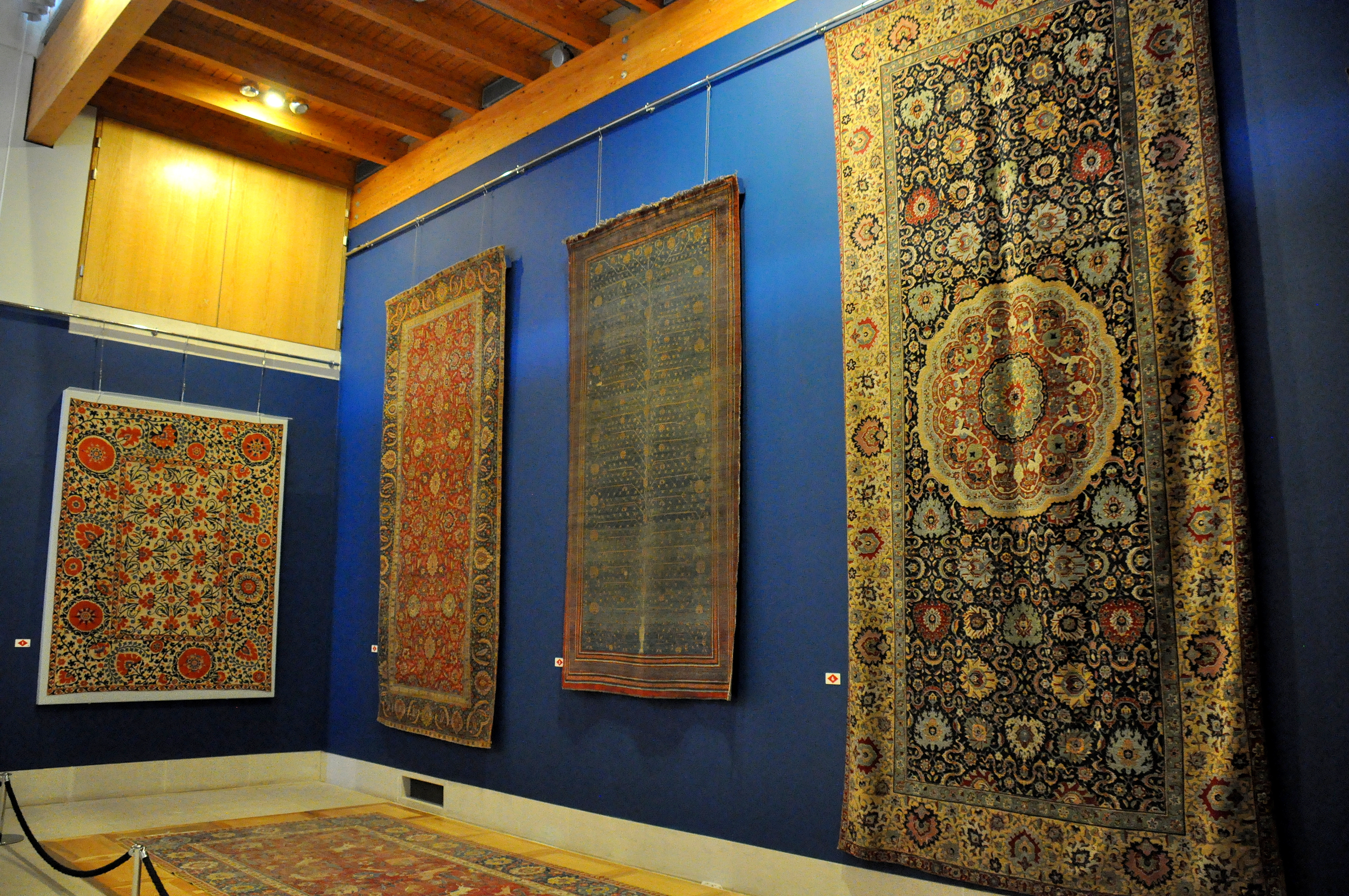
السجاد العجمي
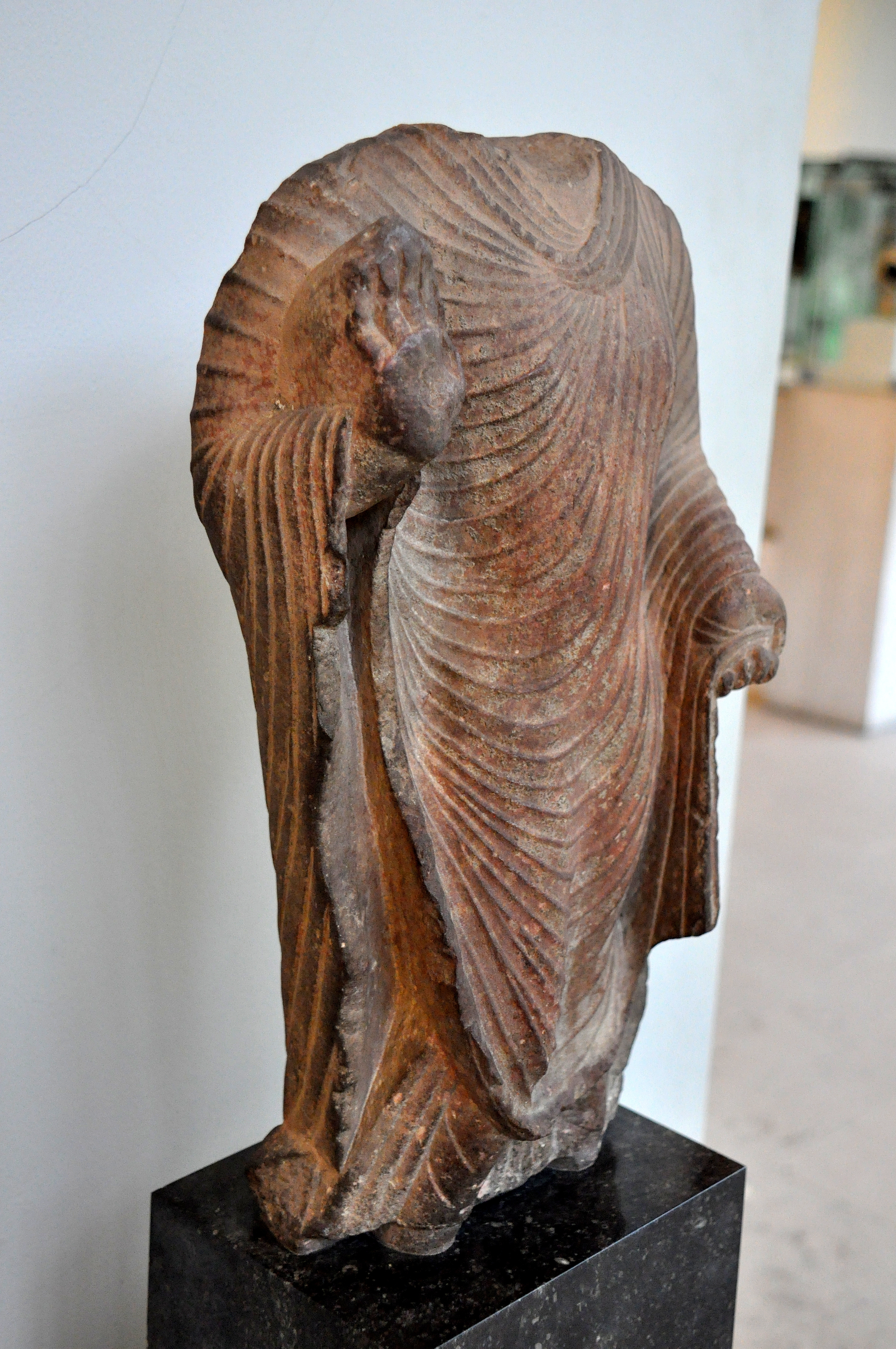
بوذا ، وذراعه اليمنى مرفوعة في الدعاء. الحجر الرملي. من الهند ، ماثورا. فترة جوبتا ، القرنين الخامس والسادس الميلادي
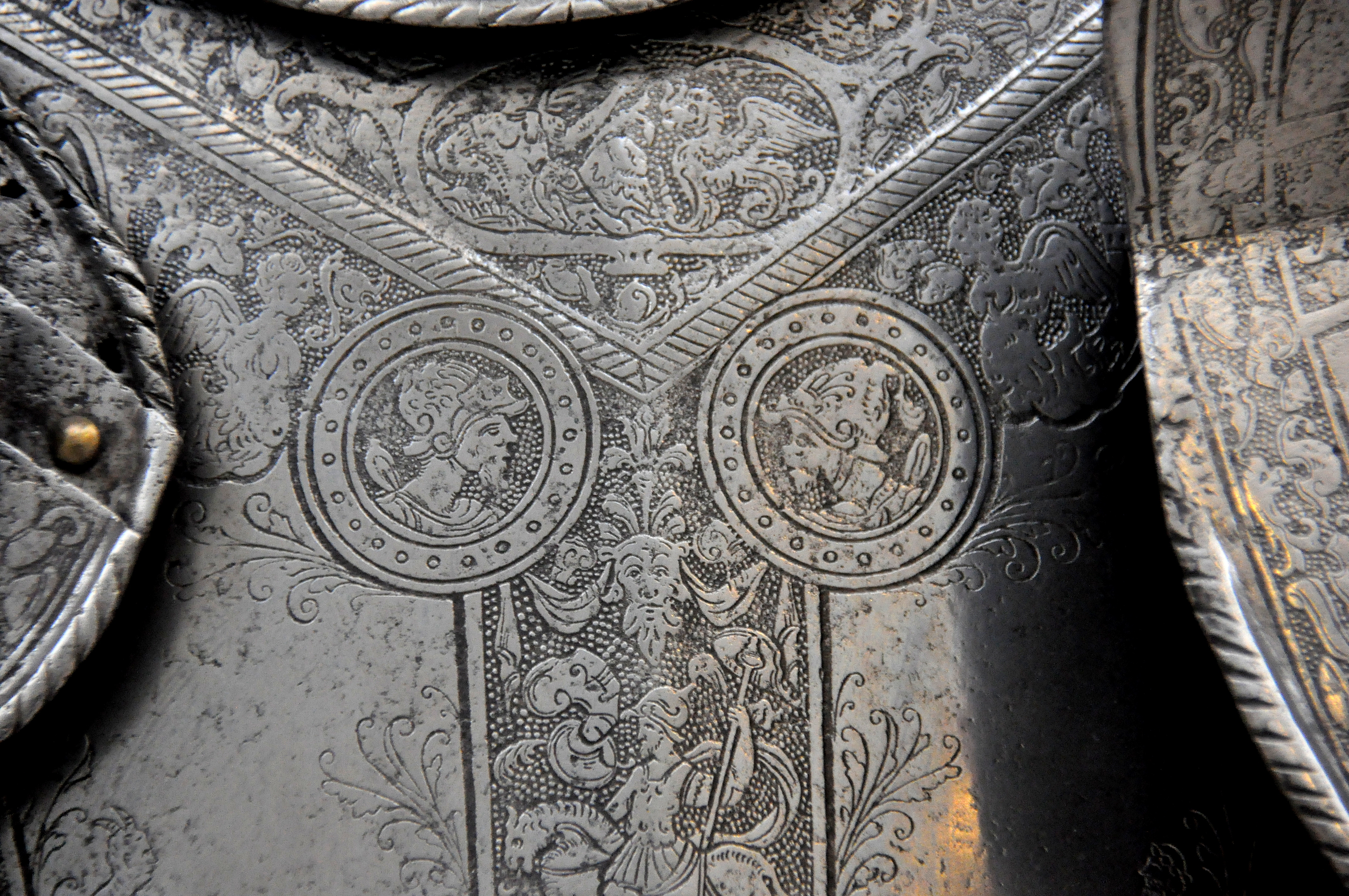
تفاصيل الدروع الواقية للبدن من العصور الوسطى في أوروبا
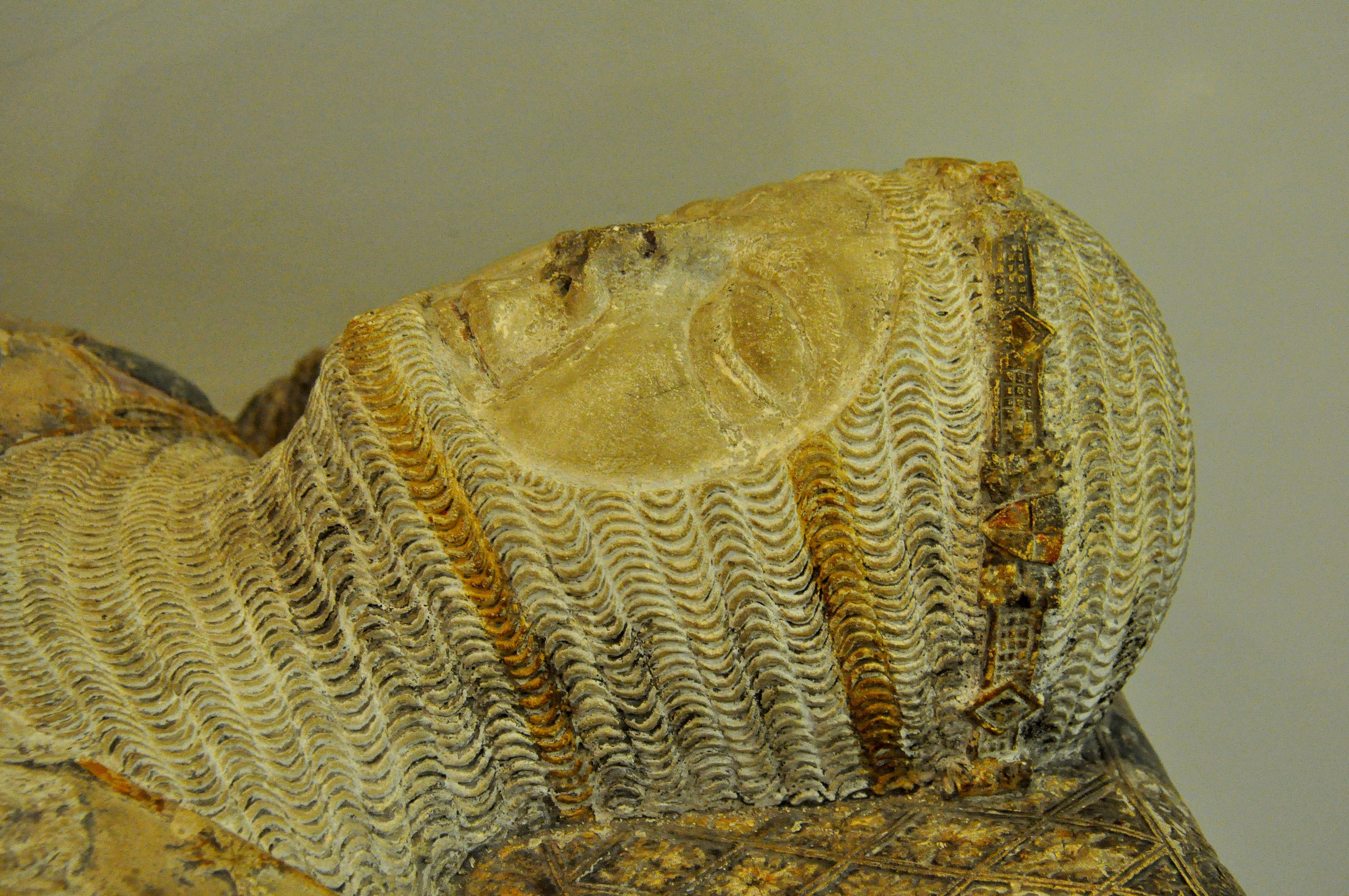
صورة عن قرب لمقبرة أحد الفرسان من عائلة إسبس. الحجر الجيري المطلي. الإسبانية ، منتصف القرن الرابع عشر الميلادي
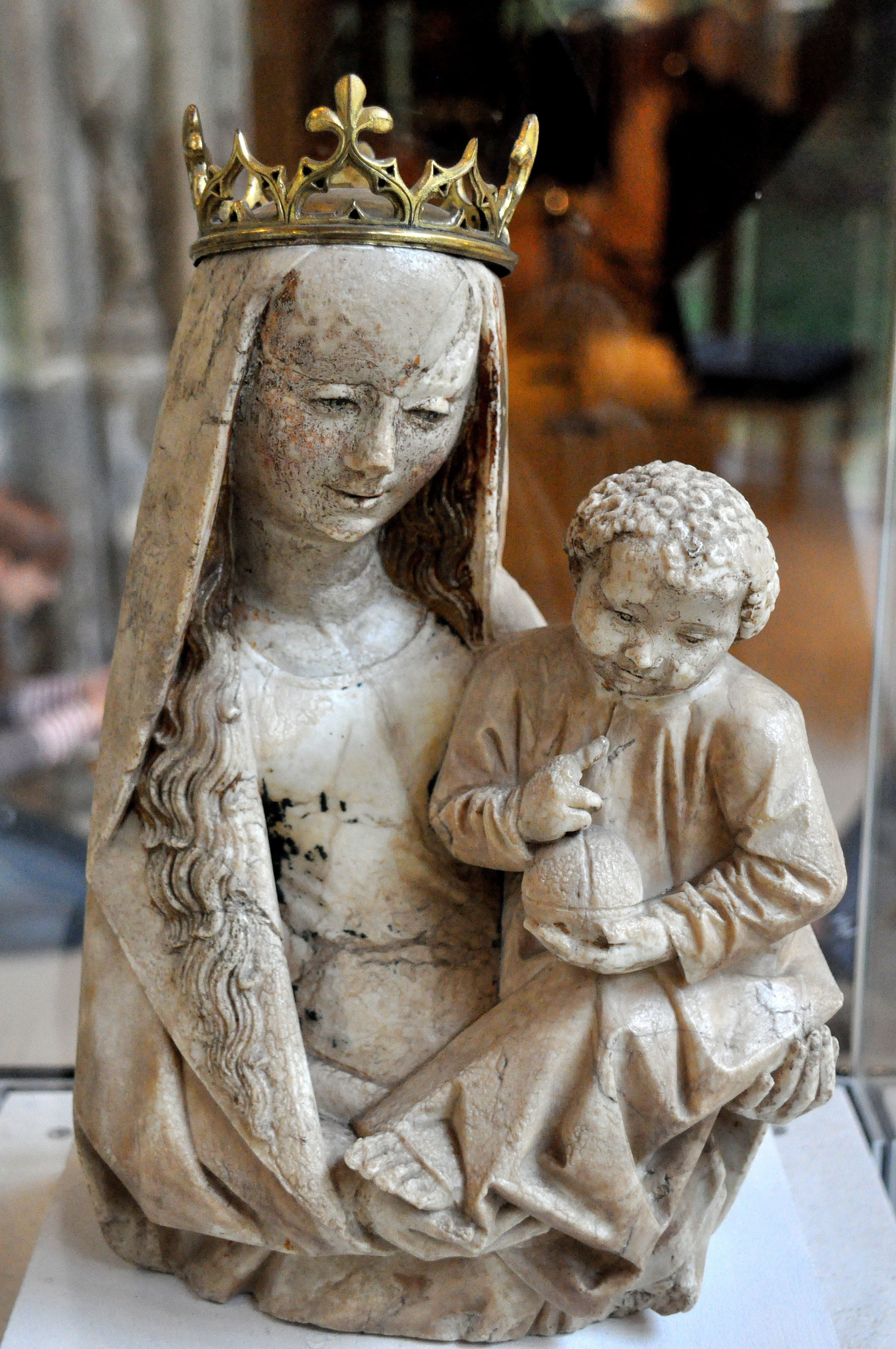
العذراء والطفل. المرمر مع آثار الدهان والتذهيب. من جنوب هولندا ، ج. 1475 - 1500 م
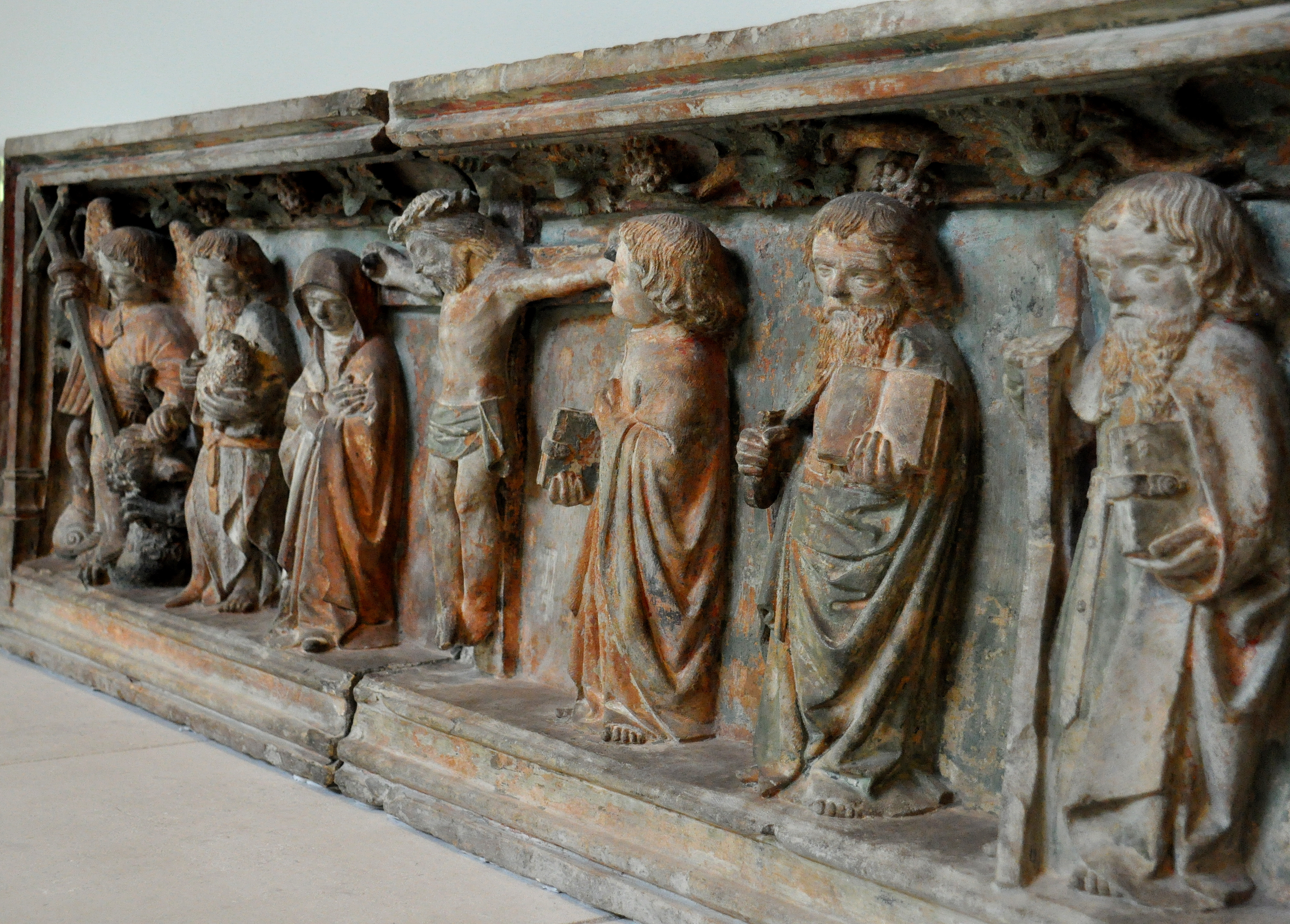
المسيح على الصليب ، تحيط به العذراء والقديس يوحنا الإنجيلي و 4 قديسين آخرين. قابل للتراجع. الحجر الجيري المطلي. من بورجوندي ، فرنسا ، ج. 1450 - 1500 م
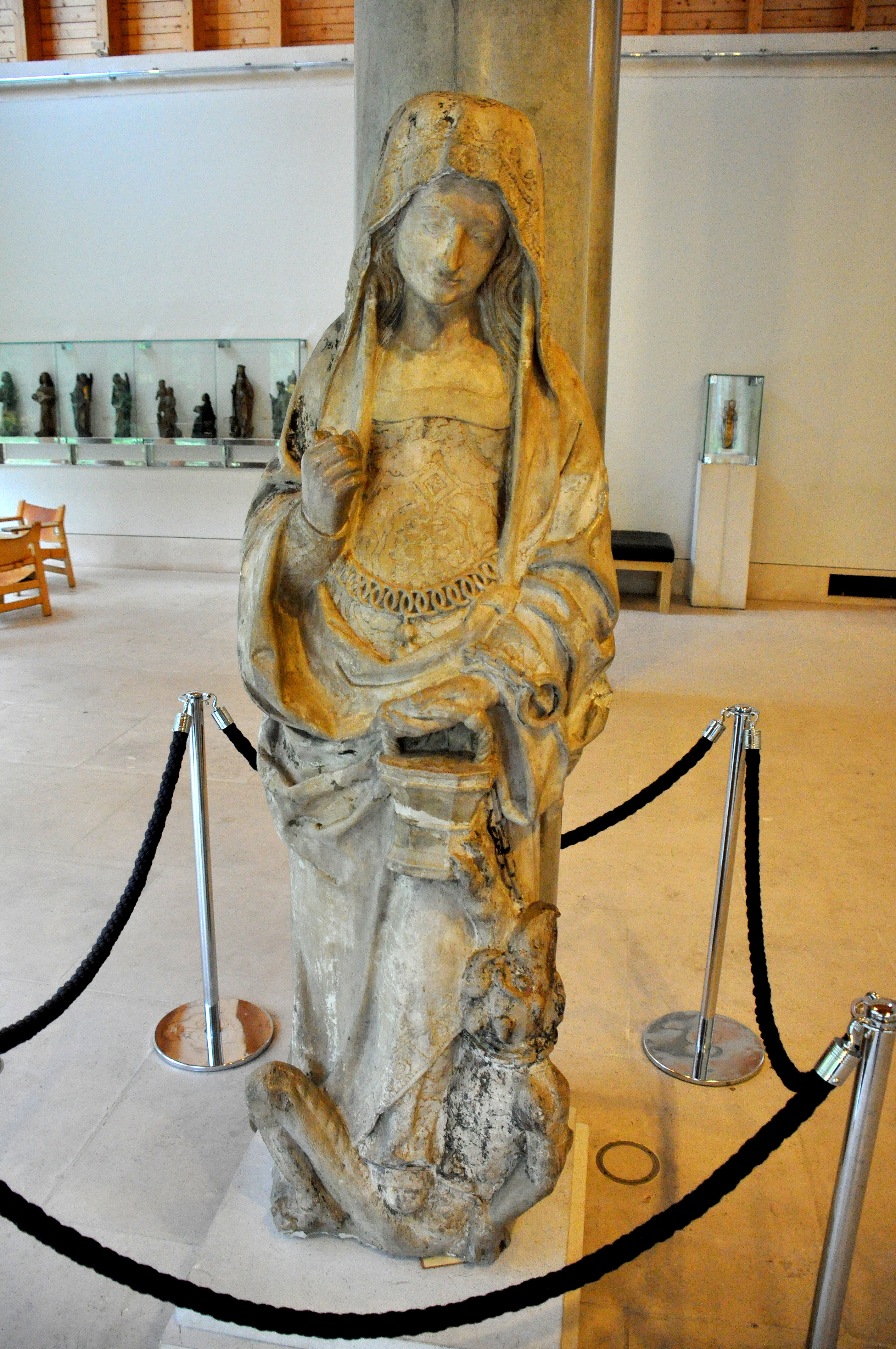
سانت مارغريت. حجر الكلس. من فرنسا ، ج. 1500 م
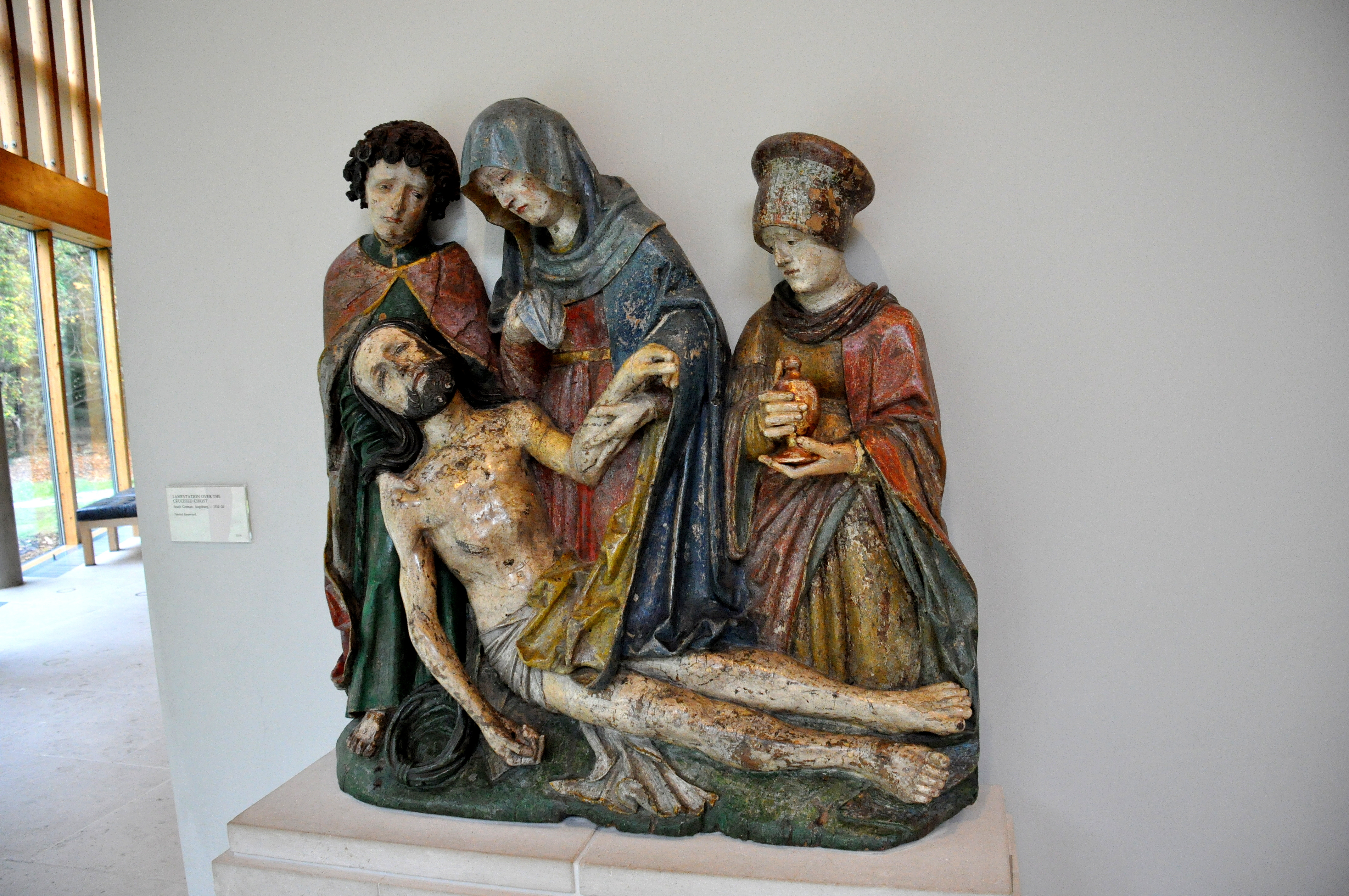
الرثاء على المسيح المصلوب. خشب الجير المطلي. من المانيا ، اوغسبورغ ، ج. 1510 - 1520 م
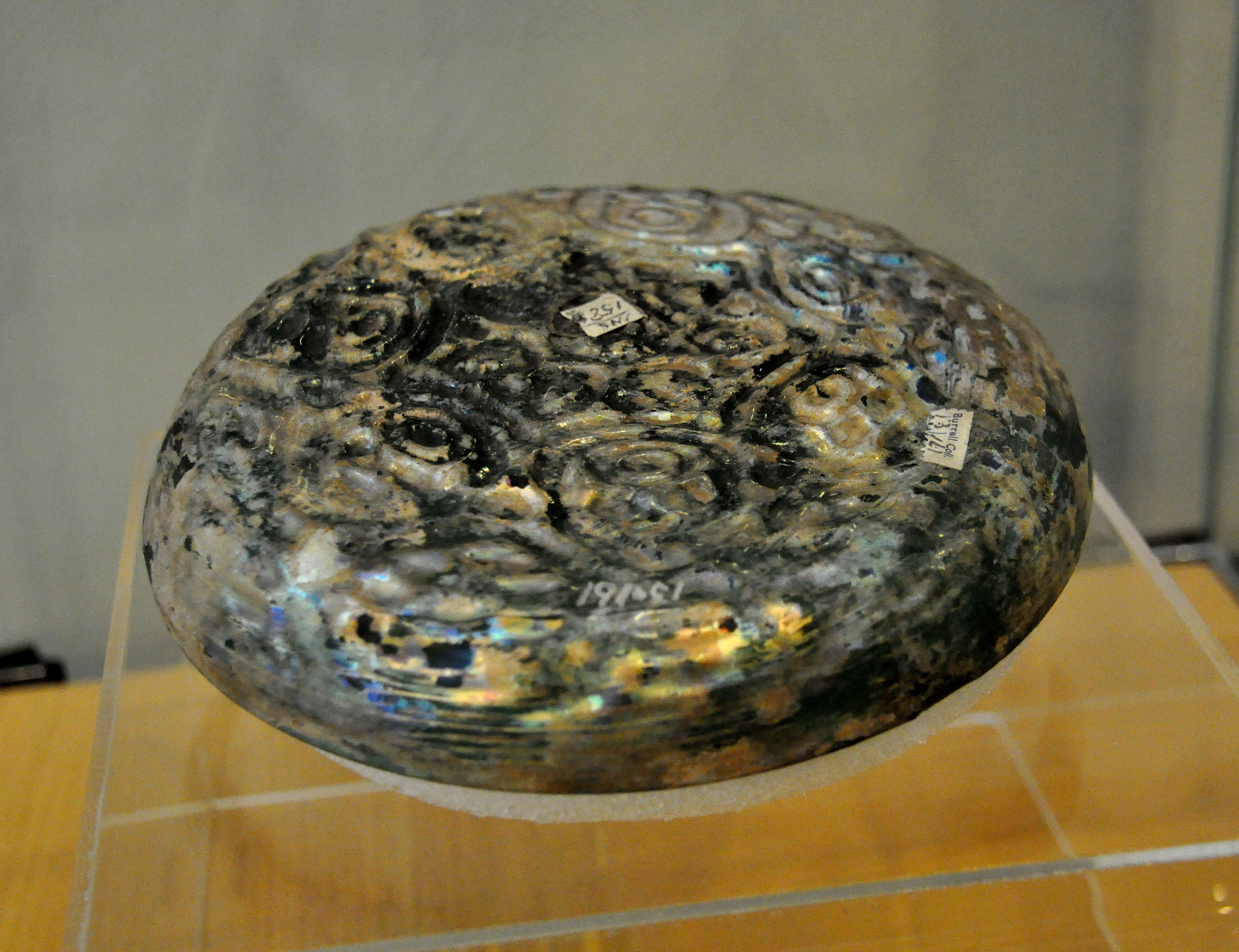
صحن من الزجاج. زجاج مصبوب باللون الأخضر. من الفسطاط بمصر. الفترة الفاطمية القرن الحادي عشر الميلادي
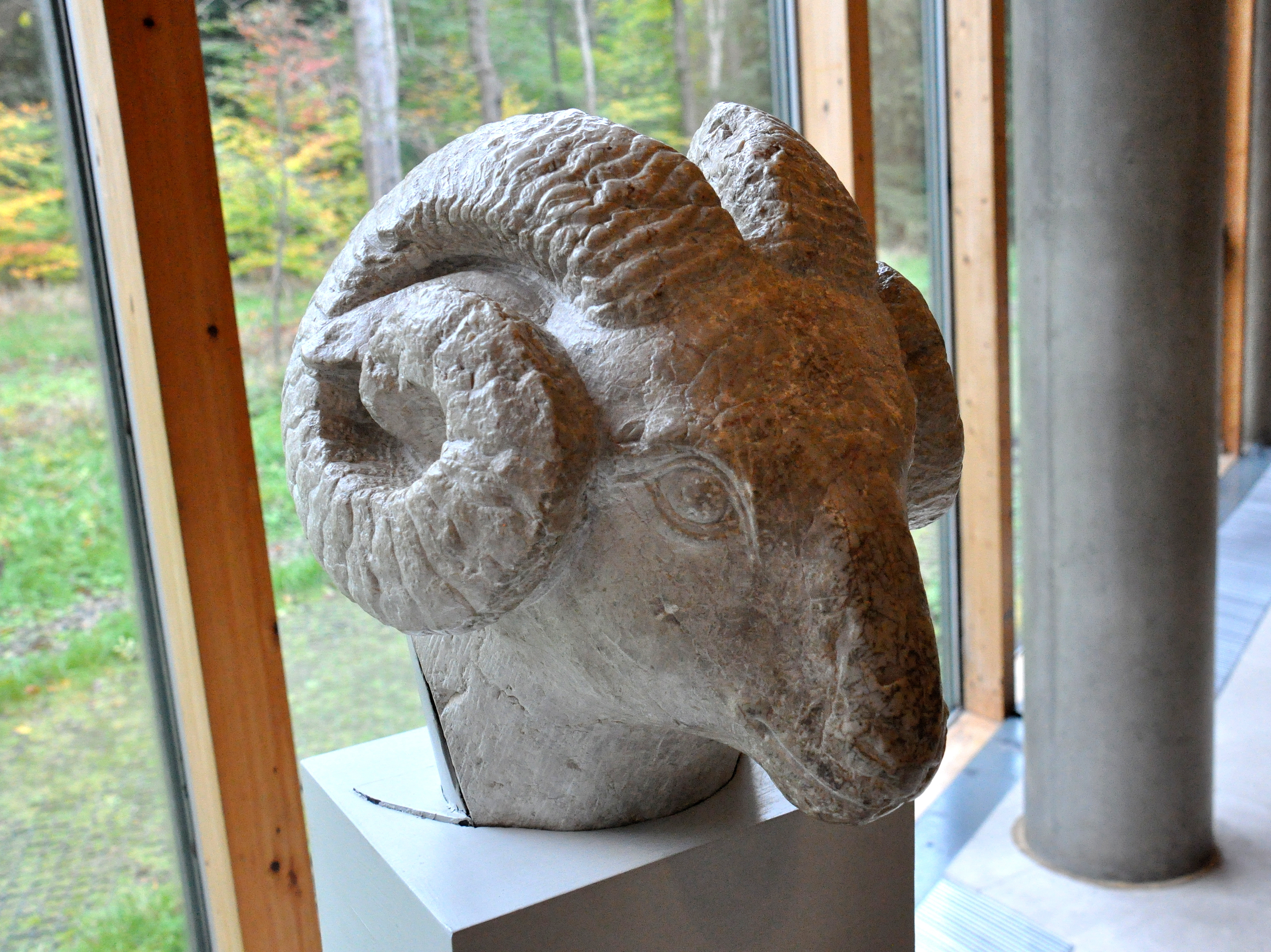
رأس رام. حجر الكلس. من الصين ، أسرة تانغ ، 618-907 م
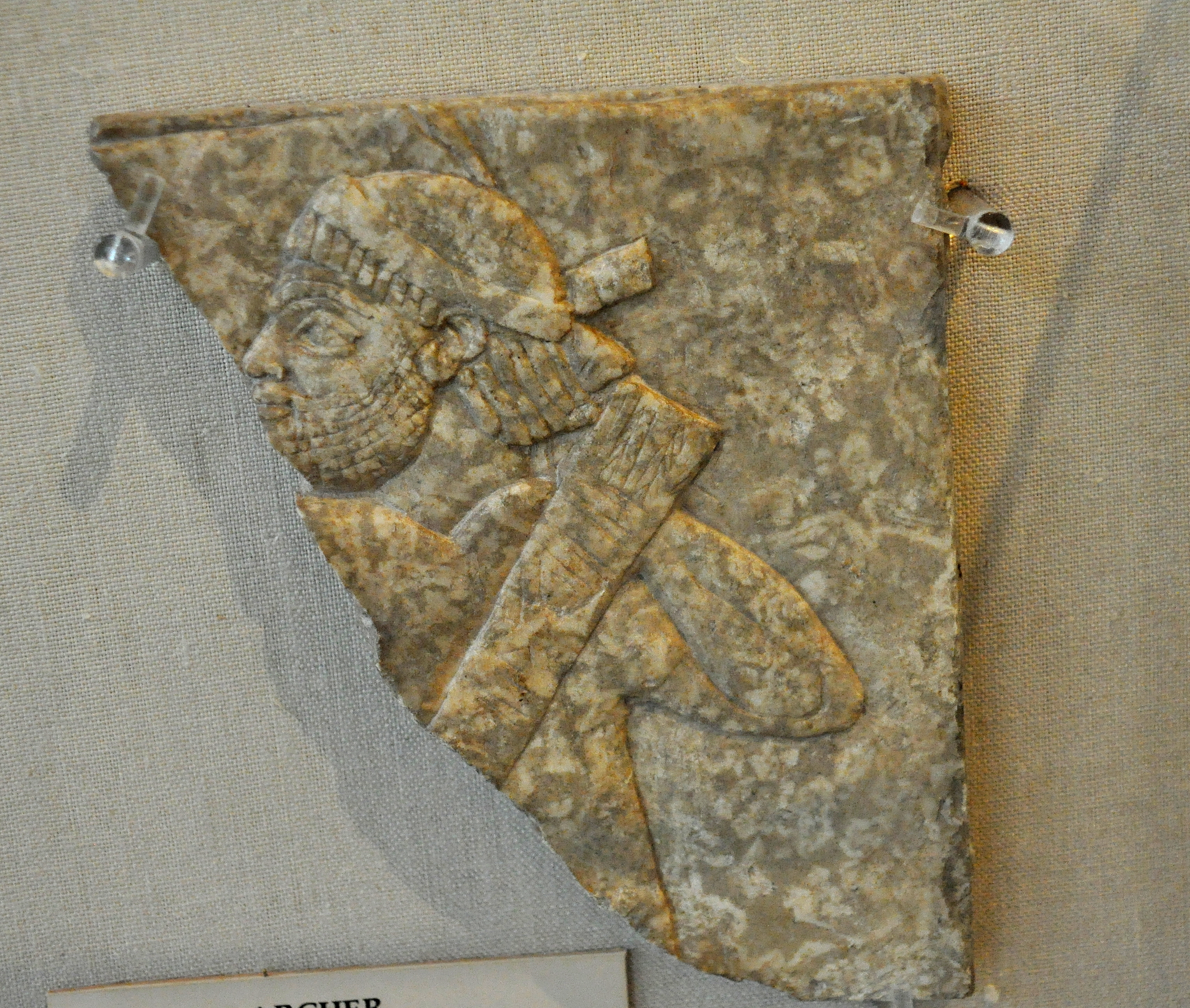
آرتشر العيلامي. المرمر. من نينوى ، العراق. عهد آشور بانيبال الثاني ، 668-627 قبل الميلاد
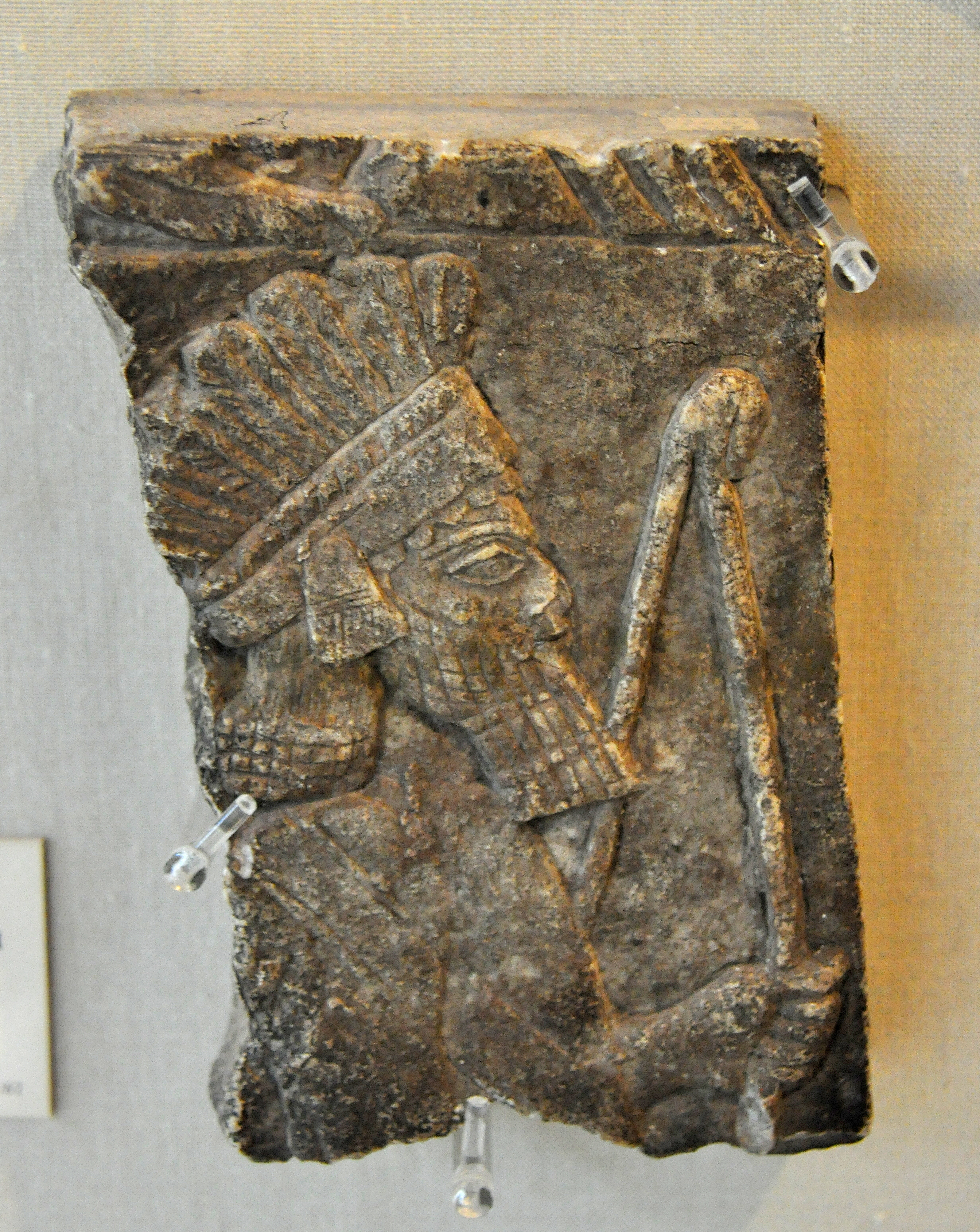
آرتشر يرتدي غطاء رأس من الريش. المرمر. من نينوى ، العراق. عهد آشور بانيبال الثاني ، 668-627 قبل الميلاد
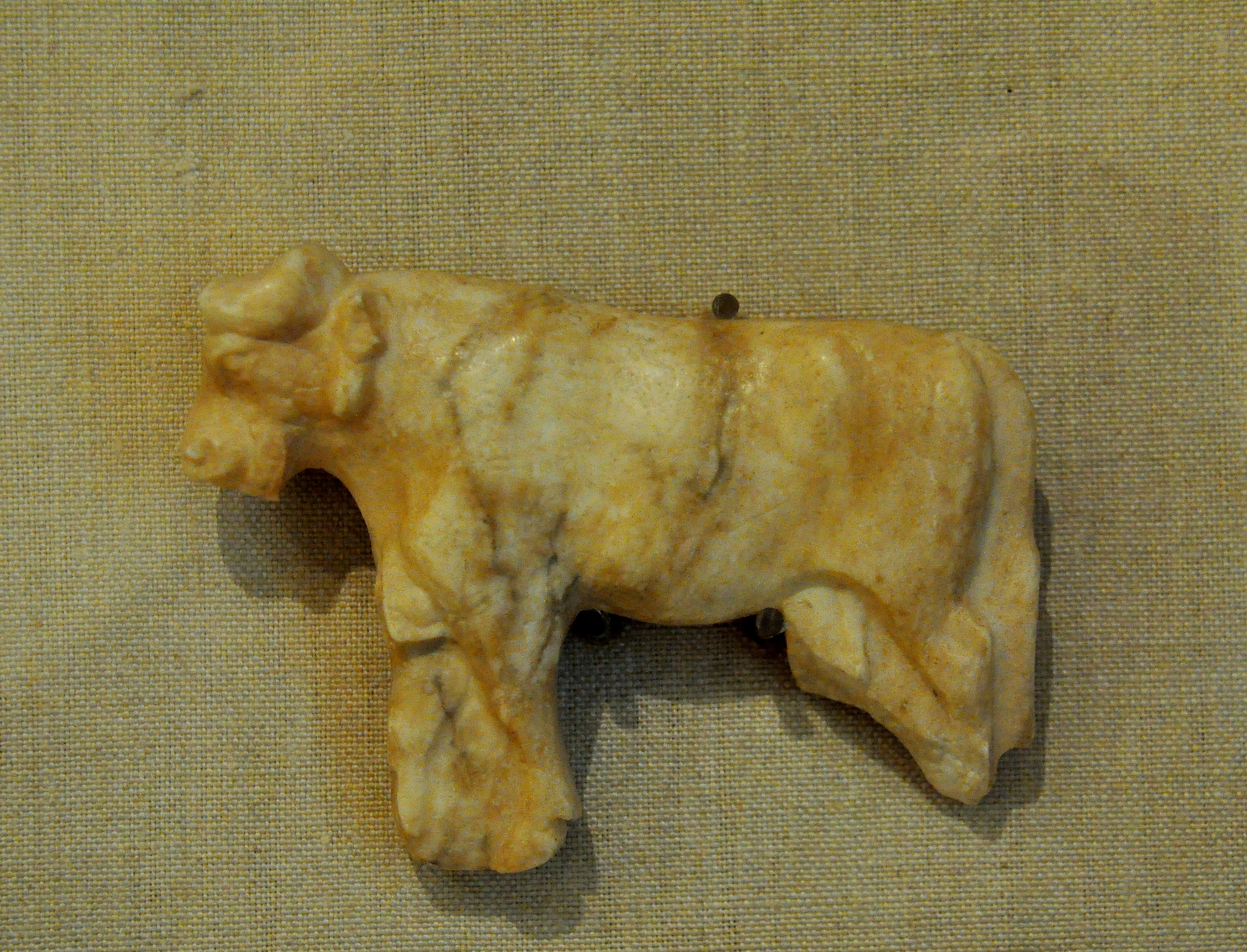
ترصيع الثور المرمر. من جنوب العراق ، عصر الأسرات المبكرة ، ج. 2750-2400 قبل الميلاد
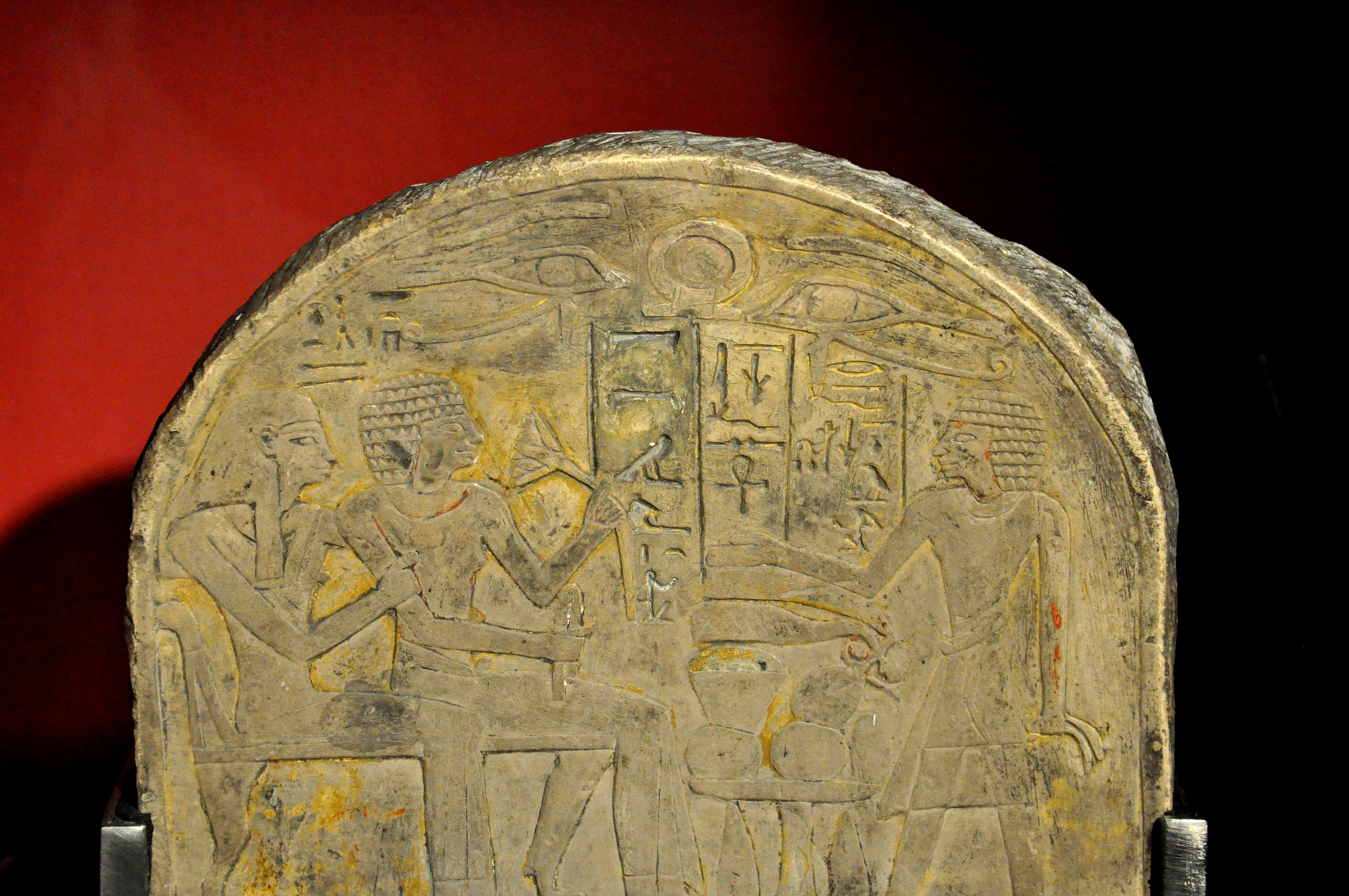
تفاصيل لوحة جنائزية لأمنمحات. محو اسم الله آمون من قبل عملاء إخناتون. حجر جيري مطلي. من مصر ، أوائل الأسرة الثامنة عشر
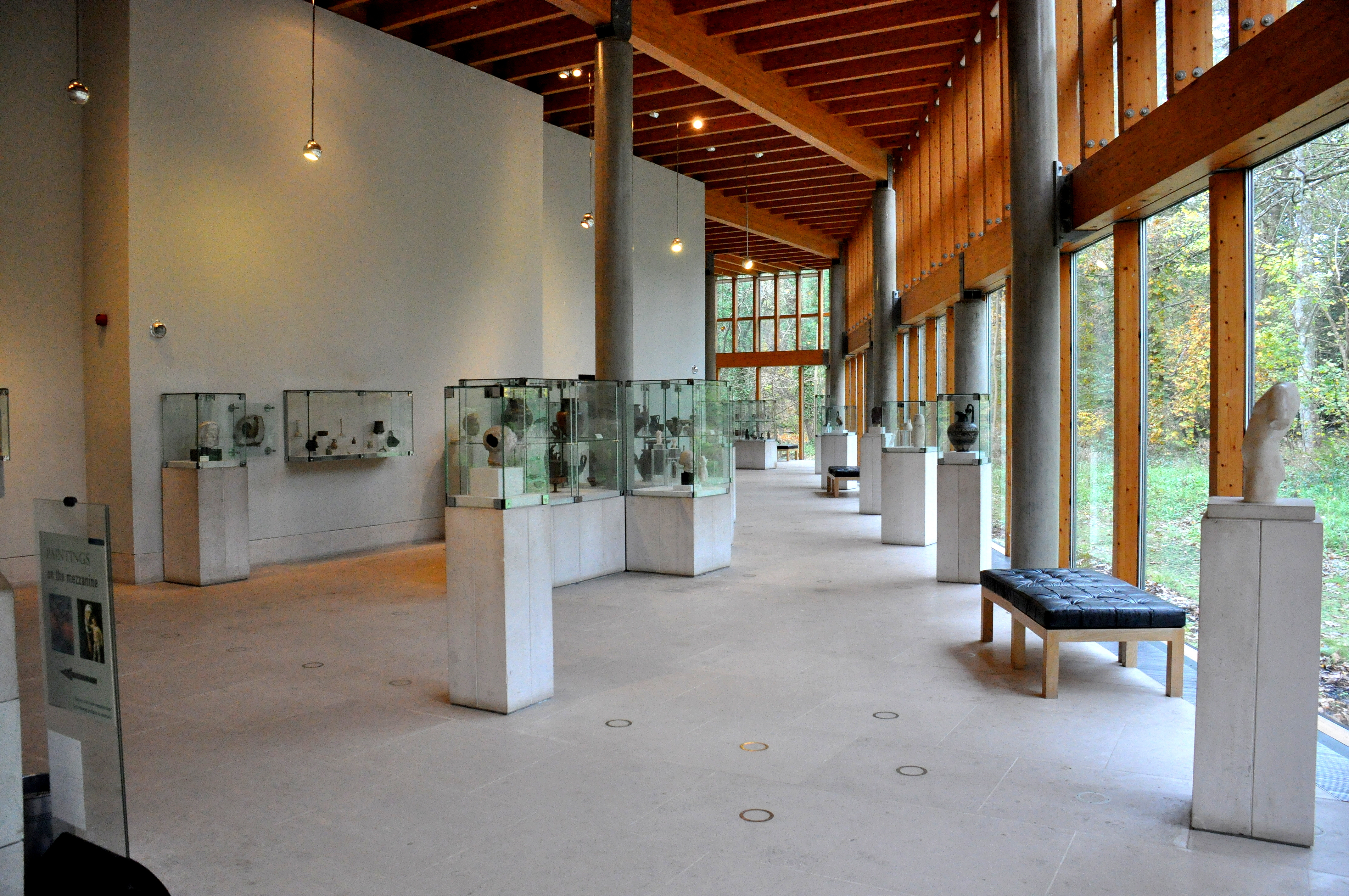
إحدى قاعات مجموعة Burrell
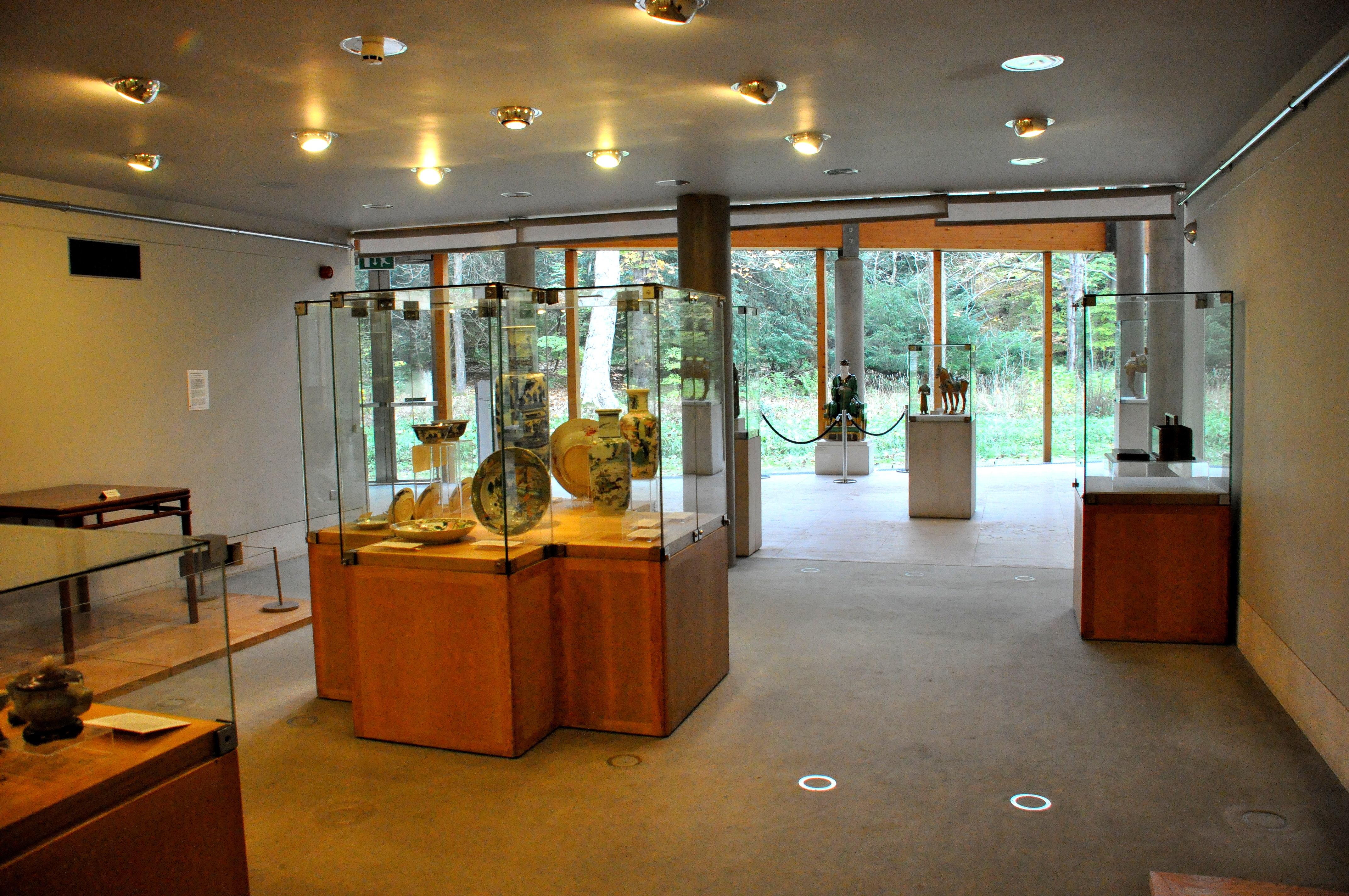
إحدى قاعات مجموعة Burrell
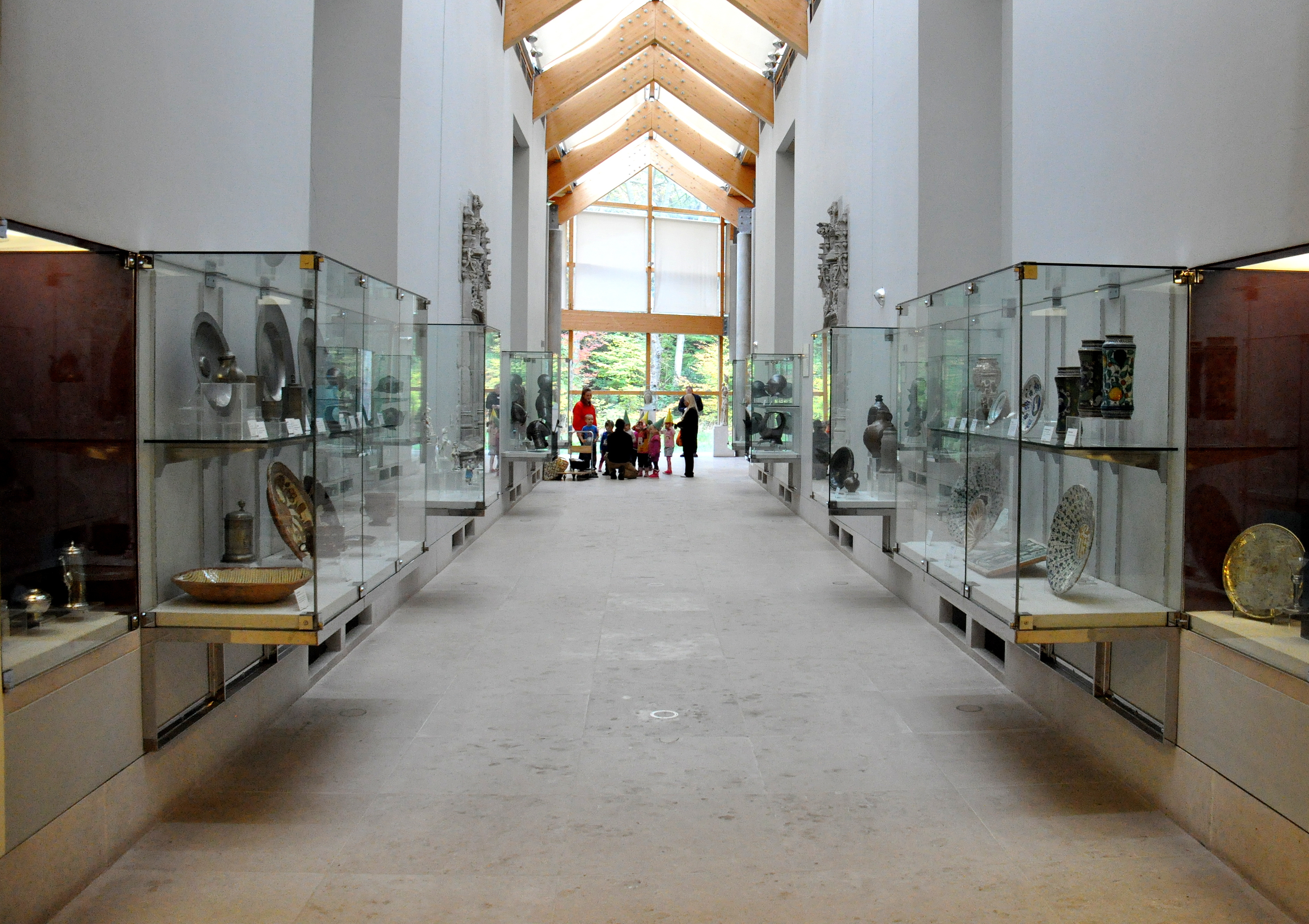
إحدى قاعات مجموعة Burrell
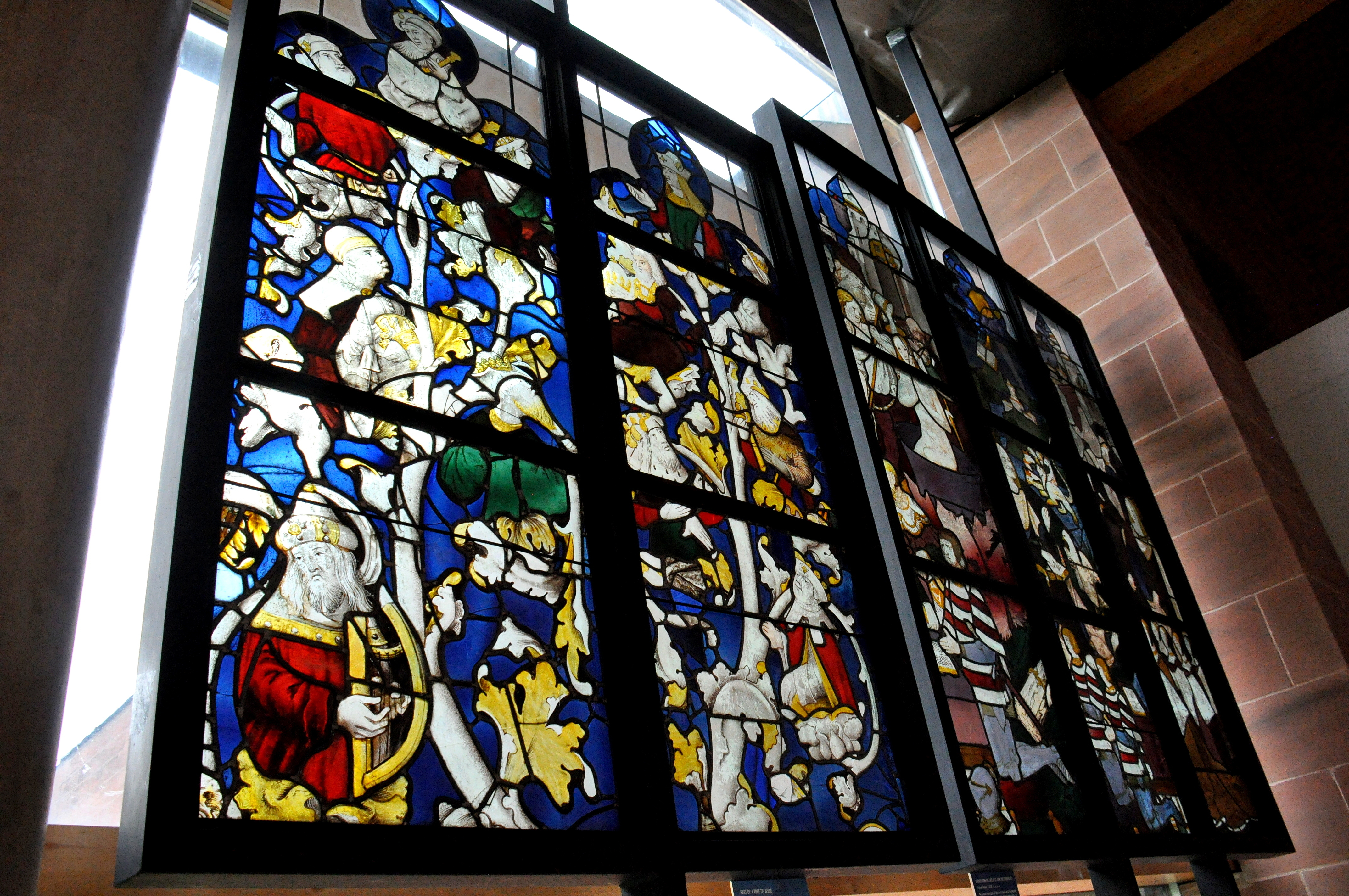
زجاج ملون. في القرون الوسطى أوروبا

## روابط خارجية
- متاحف جلاسكو (الموقع الرسمي لمجموعة بوريل)
- BBC Arts & Culture: Highlights from the Burrell Collection نسخة محفوظة 21 October 2017 على موقع واي باك مشين.
- بي بي سي لوحاتك: لوحات في مجموعة Burrell
- تاريخ بي بي سي: السفن التي اشترت مجموعة فنية نسخة محفوظة 11 November 2013 على موقع واي باك مشين.
- حركة مجلس العموم (11 مايو 1966) إعادة. مجموعة Burrell. هانسارد
- مدونة تتبع مشروع Boppard Conservation الجاري
- Morrison، Richard (21 يونيو 2013). "Do donors' wishes still matter?". The Times. مؤرشف من الأصل في 2023-03-28.